# Pic du Midi d'Ossau
Vous lisez un « article de qualité » labellisé en 2019.
Pour les articles homonymes, voir Pic du Midi.
Le pic du Midi d'Ossau est une montagne culminant à 2 884 mètres et située dans l'ouest des Pyrénées françaises, dans la partie béarnaise du département des Pyrénées-Atlantiques. Il est le sommet emblématique de la vallée d'Ossau, qui lui donne son nom et dont la racine pré-indo-européenne *oss/*ors ferait référence aux cours d'eau. Le pic du Midi d'Ossau est l'un des vestiges d'un ancien volcan, le volcan d'Ossau, formé il y a 278 millions d'années, à la fin de l'orogenèse varisque. L'effondrement du toit du volcan entraîne la création d'une caldeira qui, avec la formation de la chaîne des Pyrénées il y a 40 millions d'années, se soulève et permet la constitution du sommet actuel.
La première ascension de l'Ossau se déroule à la fin du XVIIIe siècle, probablement par plusieurs bergers béarnais le 19 août 1790 sur instruction du géodésien Louis-Philippe-Reinhard Junker. Cette ascension est évoquée par Guillaume Delfau dans son récit Voyage au pic du Midi de Pau, un sommet qu'il gravit le 3 octobre 1796 avec son guide aspois Mathieu. Des pyrénéistes comme Henri Brulle, Robert Ollivier, Henry Russell, Roger de Monts ou les frères Jean et Pierre Ravier explorent progressivement le pic entre la fin du XIXe siècle et la première moitié du XXe siècle. Situé dans la zone cœur du parc national des Pyrénées, l'Ossau est aujourd'hui un terrain de jeu pour les adeptes de la randonnée et de l'escalade.
Sa forme caractéristique et son isolement — il est parfaitement aligné dans l'axe de la vallée d'Ossau et entouré de sommets nettement plus bas — rendent le pic particulièrement visible et reconnaissable depuis les plaines d'Aquitaine. Les Béarnais vouent un attachement particulier au pic, qu'ils surnomment familièrement Jean-Pierre. L'Ossau est également la source de diverses légendes, dont l'une en lien avec la figure mythique de Jean de l'Ours. La notoriété du pic fait de ce sommet un emblème géographique utilisé dans les arts graphiques et la communication territoriale (communes de Pau et Laruns, CC Vallée d'Ossau, Section paloise, eaux minérales d'Ogeu, etc.).

## Toponymie

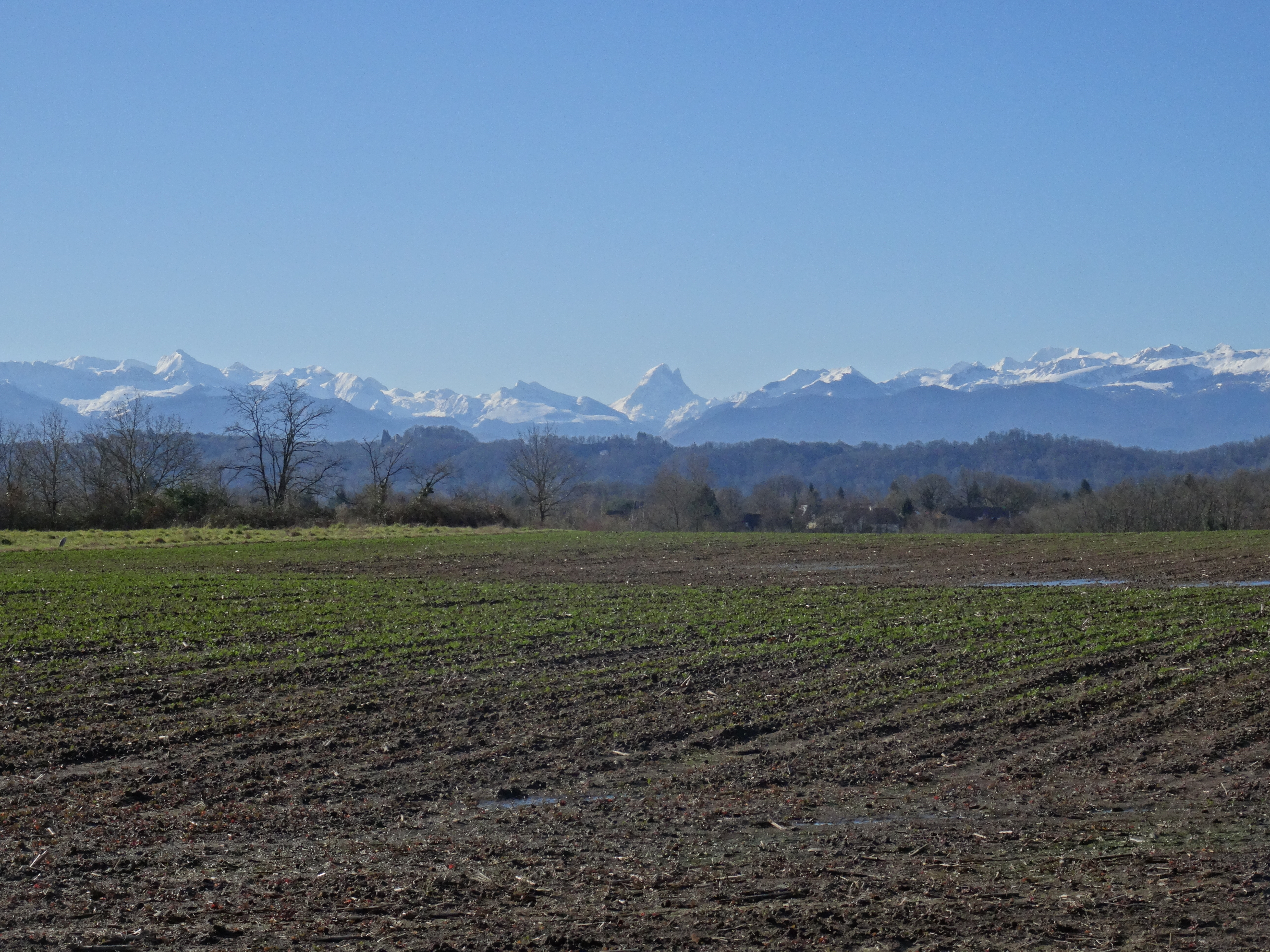
Le pic d'Ossau indique le point cardinal sud depuis la plaine du Pont-Long.

Parfois nommée simplement pic d'Ossau et Ossau, ou jusqu'au XIXe siècle pic du Midi de Pau, le pic du Midi d'Ossau tient son nom de la vallée d'Ossau, dont il constitue le sommet le plus emblématique. L'origine du nom Ossau renvoie à la racine pré-indo-européenne *oss/*ors — ou *uss/*urs — qui fait référence aux cours d'eau. Cette racine se retrouve dans d'autres toponymes pyrénéens et béarnais, comme les villages d'Osse-en-Aspe ou d'Aussevielle, et les cours d'eau de l'Ousse ou de l'Ouzom. Le gave d'Ossau, qui serpente autour du pic, lui donne donc son nom.
L'ajout du qualificatif Midi (gascon mieydie, « sud ») indique que le pic d'Ossau permet à l'observateur, positionné au nord des Pyrénées, de situer le point cardinal sud. La vallée d'Ossau puis la vallée du Neez sont orientées nord-sud, cette dernière aboutit sur l'agglomération de Pau, puis au-delà sur la plaine du Pont-Long. Depuis cette zone, le pic d'Ossau se distingue nettement dans la direction sud, ce qui lui vaut ce qualificatif de pic du Midi, à l'image du pic du Midi de Bigorre depuis la plaine tarbaise.
L'étymologie du nom Ossau est historiquement rapprochée de la figure de l'ours (oso en espagnol). Ce parallèle s'explique par la ressemblance de la racine pré-indo-européenne *urs avec le mot latin ursus, qui désigne le plantigrade. D'autres significations au nom de l'Ossau sont plus rarement données, le brochet par exemple est parfois connu en basque sous le nom d'uhartz, qui signifie « ours d'eau ». Toujours en basque, hortz signifie « dent » tandis que ortz veut dire « ciel, firmament », alors que hartz est traduit par « ours ».
Il est nommé pic d'Aussàu en béarnais.

## Géographie

### Localisation

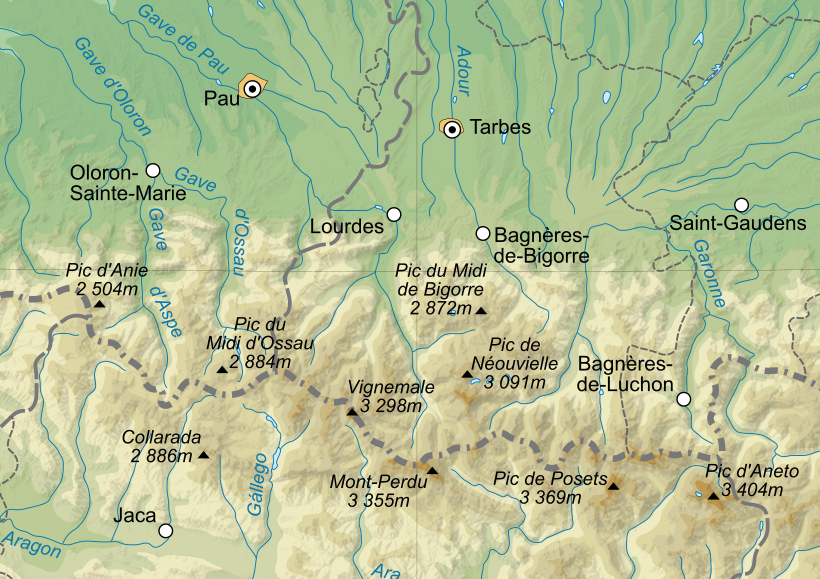
Le pic du Midi d'Ossau se situe en bordure occidentale des Pyrénées centrales.

Le pic du Midi d'Ossau se situe dans l'ouest de la chaîne des Pyrénées ; il forme la transition entre les hauts sommets des massifs centraux — zone aussi nommée Pyrénées centrales — et les basses chaînes atlantiques de l'ouest qui débutent après le pic d'Anie. Le pic se situe entièrement sur la commune de Laruns, localisée à l'extrême sud du département des Pyrénées-Atlantiques, elle-même partie de la région Nouvelle-Aquitaine en France. Il marque le début du gave d'Ossau, et donc de la vallée d'Ossau, région historique de l'ancienne principauté souveraine du Béarn. Parfois nommé pic du Midi de Pau aux XVIIIe et XIXe siècles, le pic se trouve à 50 km de la capitale béarnaise, respectivement 115 km et 282 km de l'océan Atlantique et de la mer Méditerranée, et moins de 5 km de la frontière franco-espagnole du Pourtalet. Ce col représente le premier passage important à l'ouest des Pyrénées centrales.

### Topographie

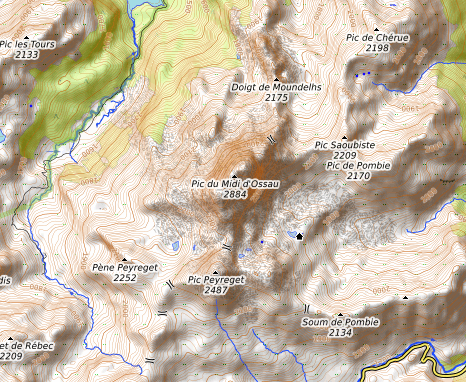
Carte topographique du pic du Midi d'Ossau.

Le point culminant du pic du Midi d'Ossau se trouve à 2 884 m d'altitude. En 2016, une équipe de géomètres-experts modélise le pic en trois dimensions, estimant sa mesure exacte à 2 883,84 m. Les grands pierriers qui jonchent les alentours du pic indiquent qu'il présentait une altitude certainement bien supérieure au moment de sa formation. Du côté nord, le pic présente la forme simple d'un pic fendu ; sa structure devient plus complexe lorsqu'il est observé en détail, notamment depuis sa face sud. Le Grand Pic représente son point culminant, en réalité constitué de plusieurs sommets, dont le sommet Central — ou pointe d'Espagne — à 2 884 m, le sommet Nord — ou pointe de France — à 2 878 m et le sommet Sud — ou pic de la Fourche — à 2 870 m. Le Grand Pic est séparé du Petit Pic (2 812 m) par la Fourche, une brèche plus basse de 180 m par rapport au Grand Pic. Depuis le côté sud, ce sont trois pointes qui se distinguent nettement. Si les Français surnomment le pic « les jumelles » au XVIe siècle, les Espagnols le surnomment « las tres sorores », soit « les trois sœurs ». Au Grand Pic et Petit Pic s'ajoute donc la pointe d'Aragon (2 717 m), séparée du Grand Pic par la brèche d'Aragon (2 675 m). Une quatrième pointe se distingue également du pic, la pointe Jean-Santé (2 573 m), séparée de la pointe d'Aragon par la brèche Jean-Santé (2 535 m).
Autour du pic, la topographie est marquée par différentes parois et arêtes. À l'est et au nord-est, les escarpements n'offrent aucun caractère particulier, avec une succession de barres rocheuses séparées par des banquettes d'herbe. De l'autre côté de l'arête nord-est, formée par la crête de Moundelhs, se dressent les murailles du versant nord. Ce contrefort secondaire vient buter sur les parois du pic, séparant le cirque Nord-Est et le cirque Nord (ou cirques de Moundelhs). Au point de rencontre entre ce contrefort nord et le pic, s'ouvre la brèche des Autrichiens, surplombée par une muraille haute de 700 m. Le cirque Nord se termine par une arête, qui le sépare du cirque de l'Embarradère sur la façade nord-ouest du pic. Le passage vers la façade ouest s'effectue au-dessus de l'arête formée par le Petit Pic, se trouvent alors de vastes plate-formes d'éboulis nommées « l'Épaule ». Le cirque Sud se trouve après l'arête de Peyreget, son pierrier s'unit à celui du couloir de la Fourche pour former la Grande Raillère. En tournant vers l'est, la Grande Raillère longe la base d'une muraille — constituée par la façade sud de la pointe Jean Santé — d'environ 524 m au-dessus du refuge de Pombie. Le col de Suzon se rejoint ensuite, flanqué d'un gendarme connu comme le Doigt de Pombie.

Les éléments du pic (sélection).
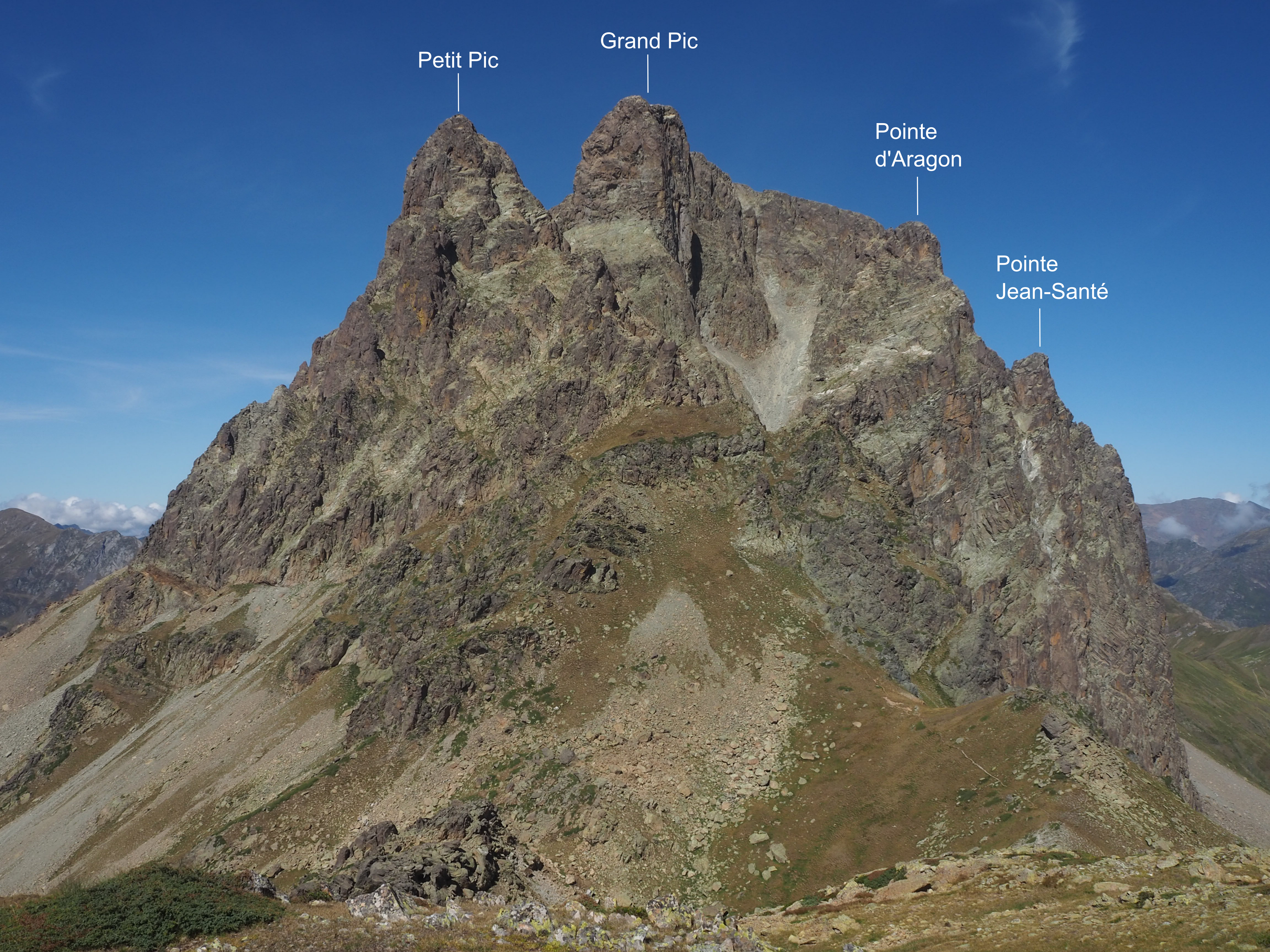
Les quatre pointes de l'Ossau.
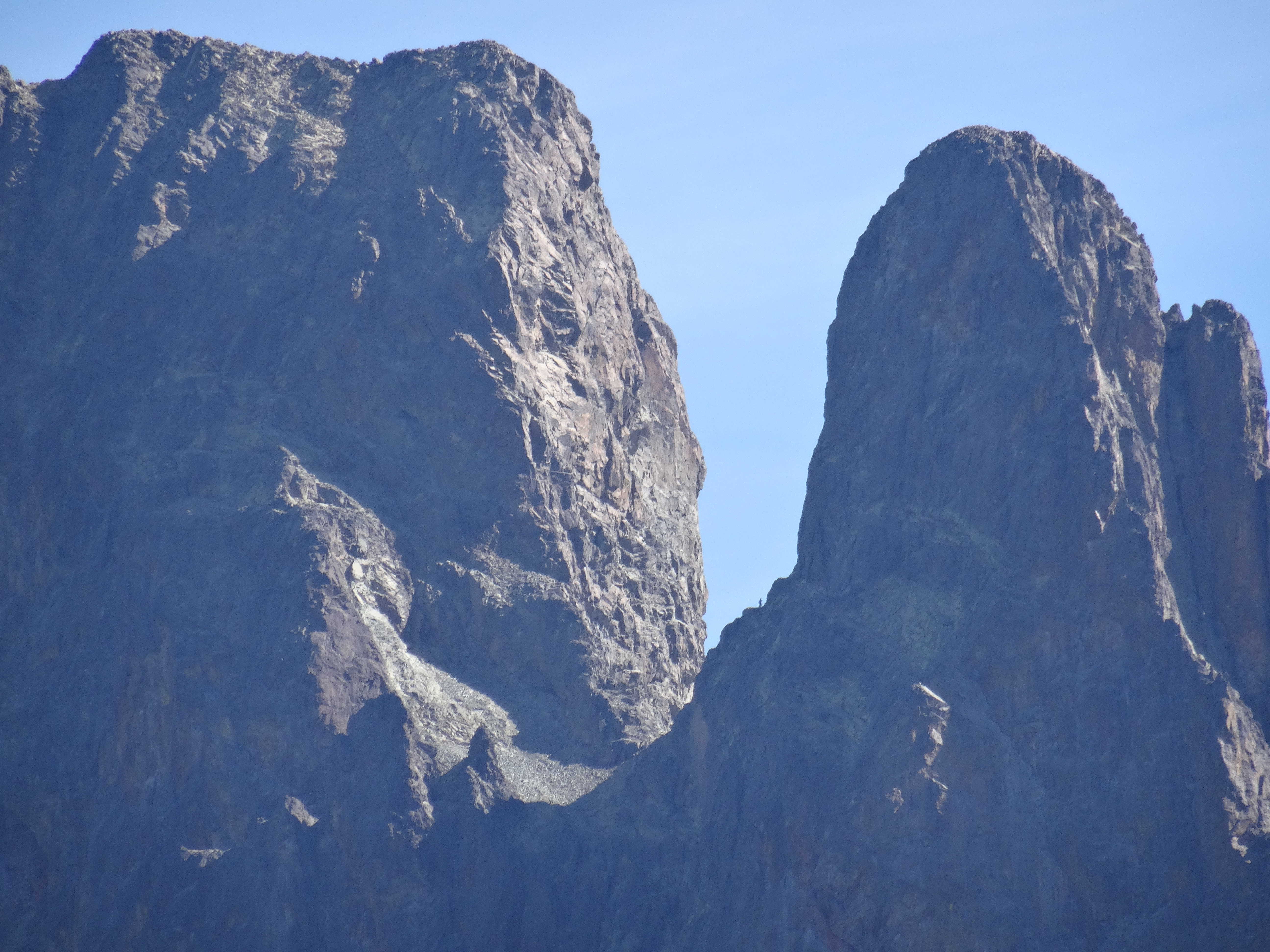
La Fourche sépare le Grand Pic du Petit Pic.
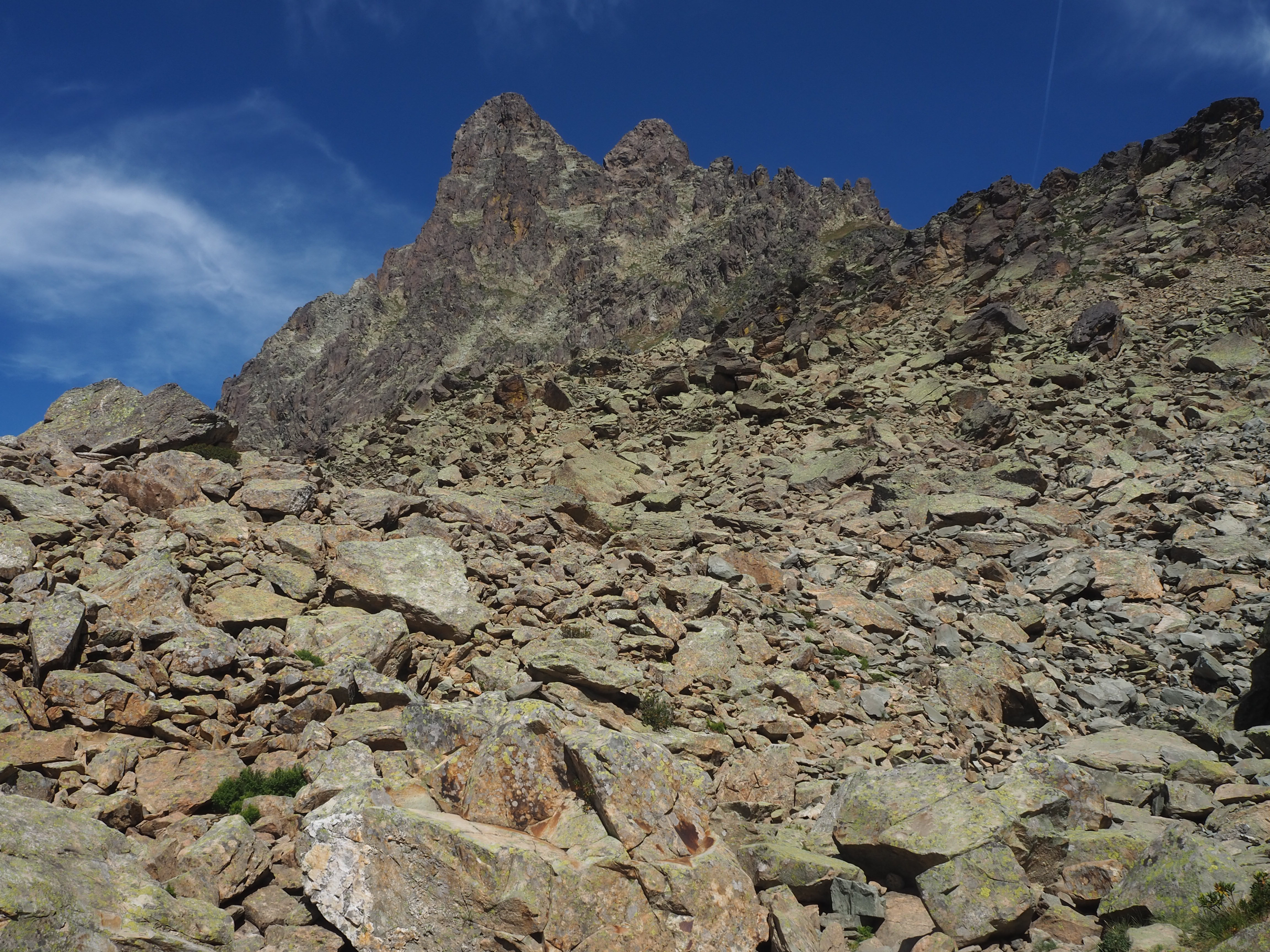
La zone d'éboulis nommée « l'Épaule ».
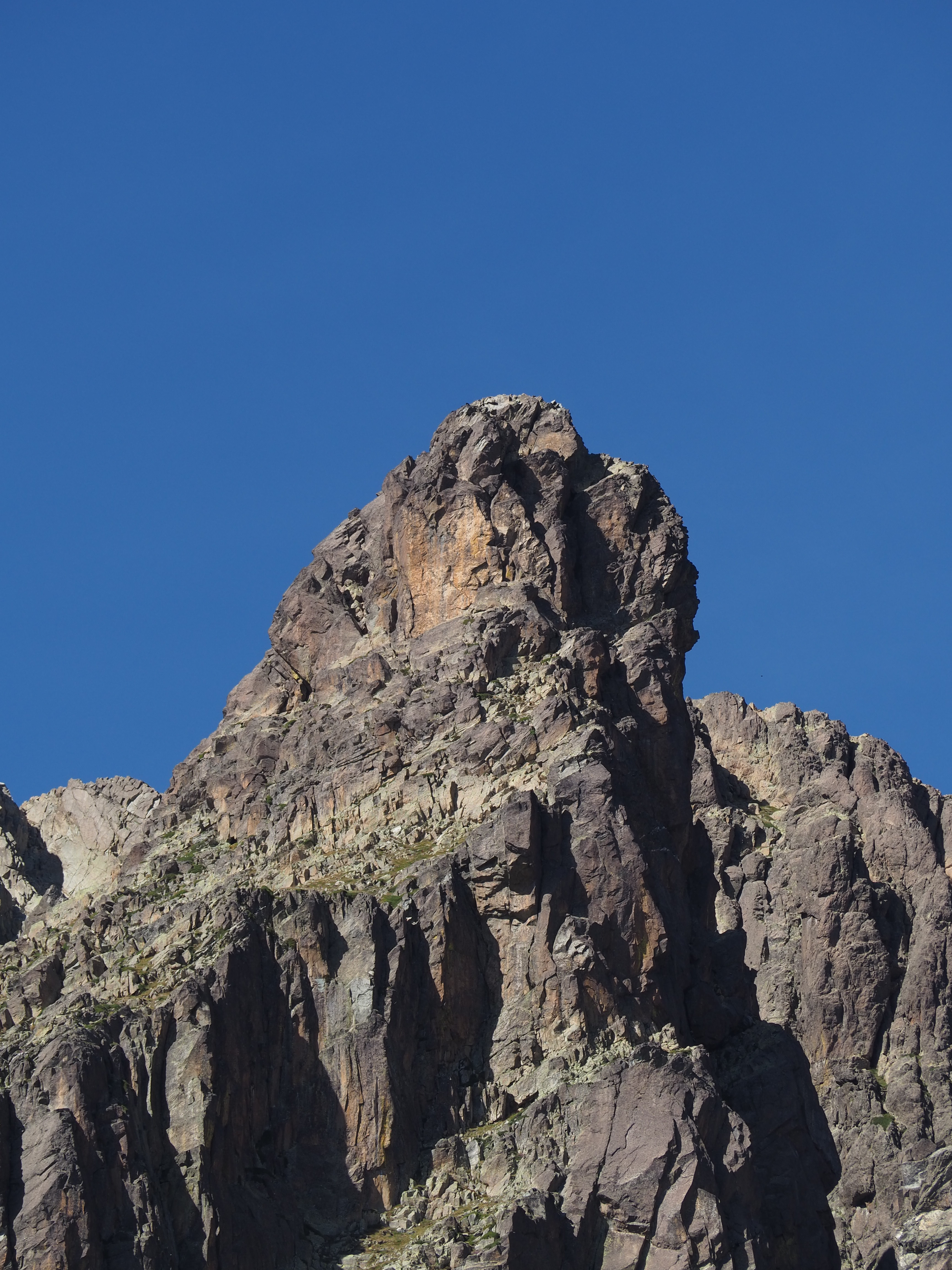
La pointe d'Aragon.
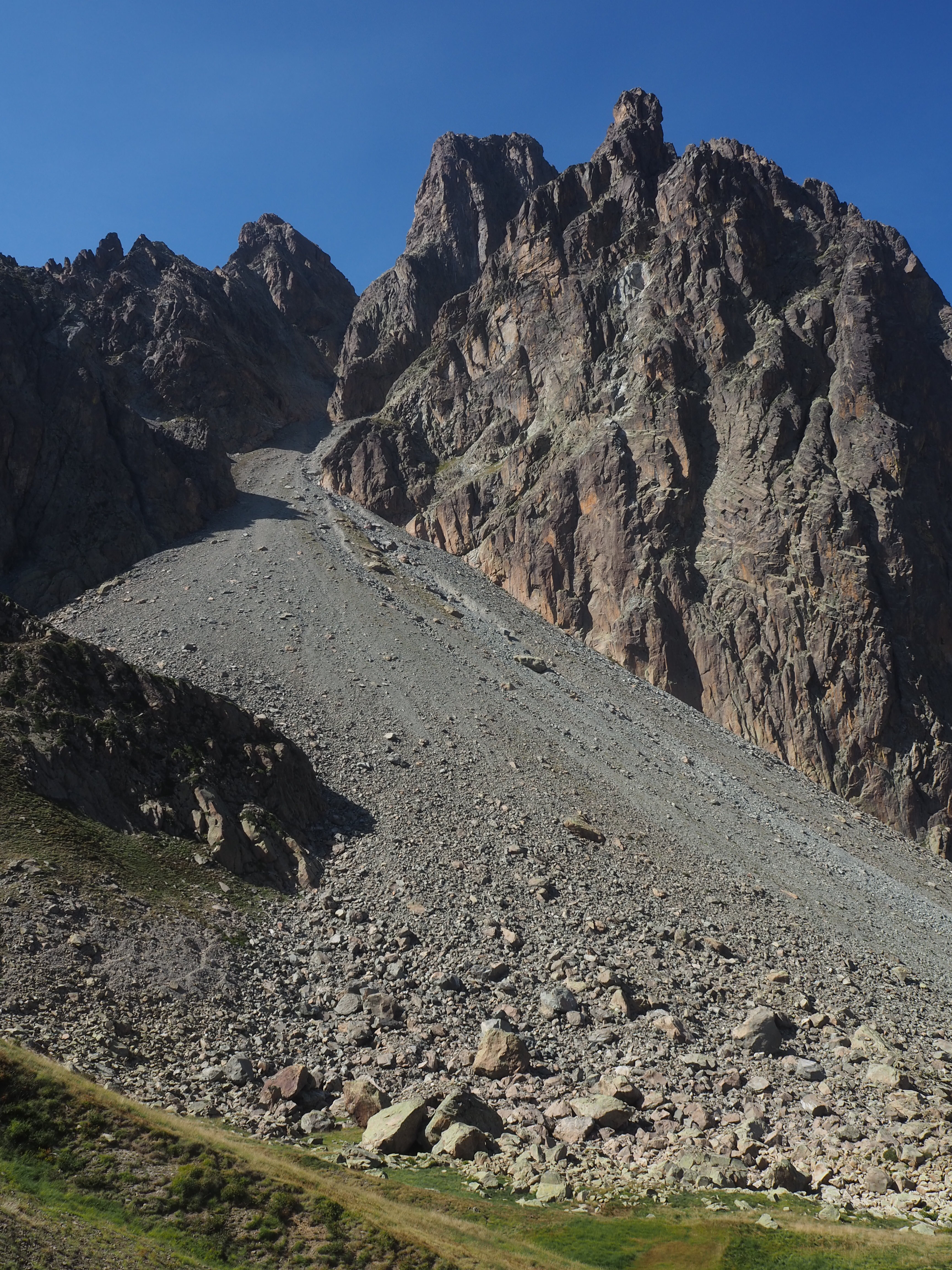
La Grande Raillère.
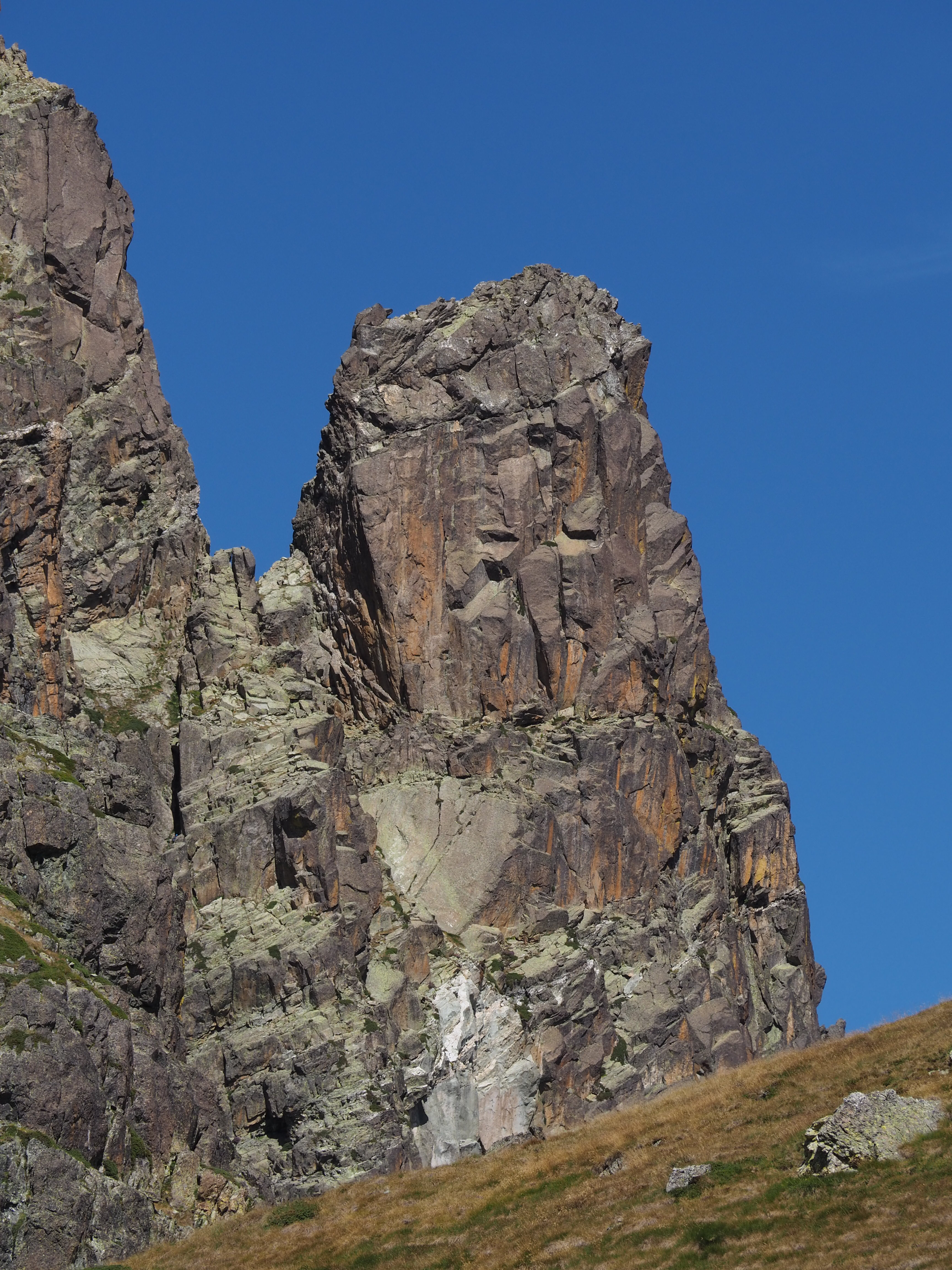
La pointe Jean-Santé.
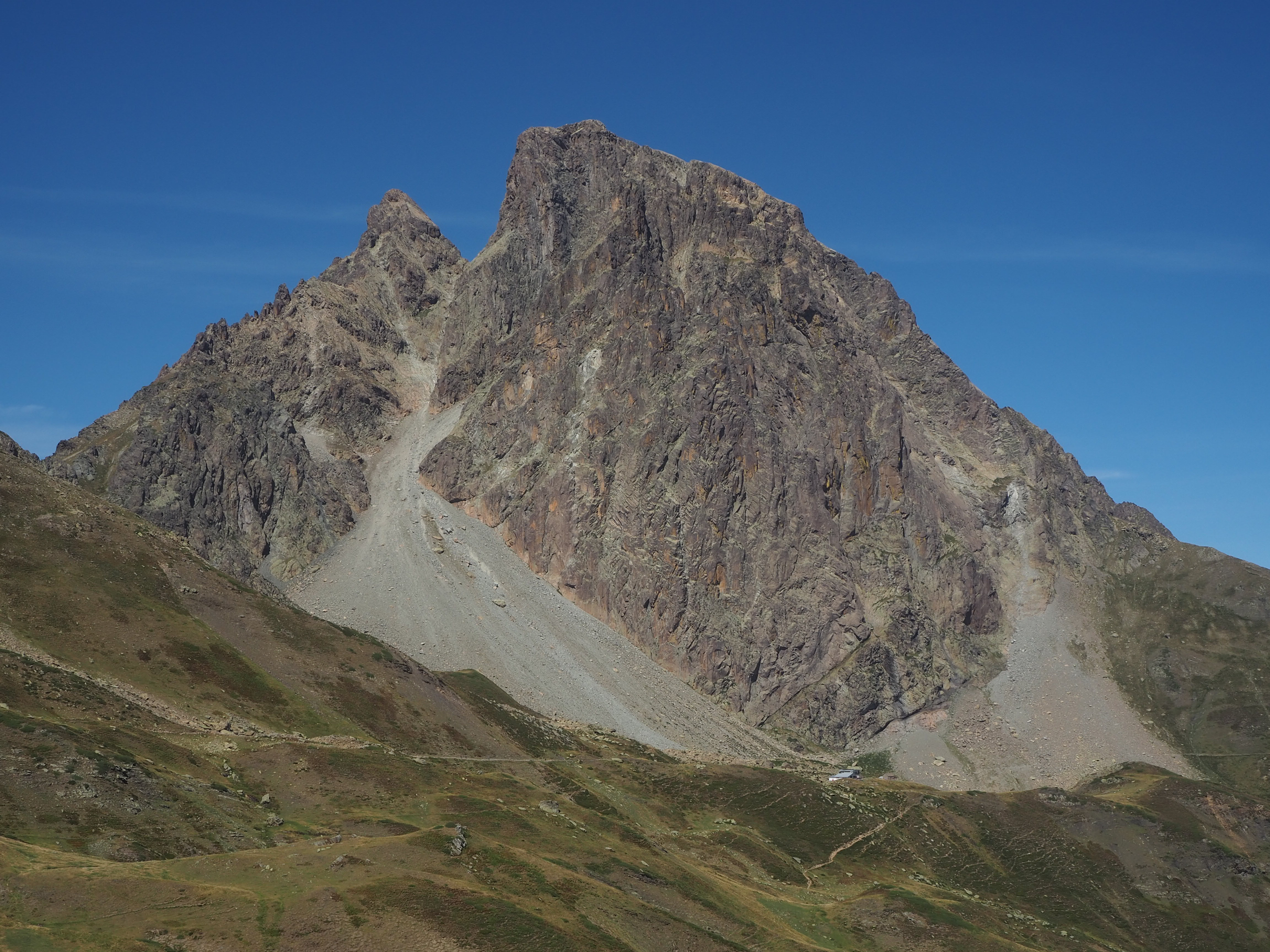
La face sud de l'Ossau.

### Hydrographie
Le pic d'Ossau est entouré à l'ouest par le gave de Bious, et à l'est par le gave de Brousset. Ces deux gaves s'écartent l'un de l'autre sur un maximum de 7 km, trouvant ensuite leur confluent à 1 000 m d'altitude au nord du massif — à Gabas — pour devenir le gave d'Ossau. Le gave de Bious ainsi que le gave de Brousset prennent leur source au col d'Anéou (ou de Bious), l'un sur son flanc ouest et l'autre sur son flanc est, à 2 200 m d'altitude. La vallée du gave de Bious se caractérise par la succession d'une série de biefs, où des pentes plus faibles — comme sur le plateau de Bious-Dessus — sont séparées par des ruptures de pente très fortes. La vallée du gave de Brousset possède, quant à elle, un profil plus régulier. Le pic du Midi d'Ossau est entouré par plusieurs lacs naturels de montagne, dont le lac de Pombie, celui de Peyreget et les lacs Gentau, Roumassot, ou Bersau — formant une partie des lacs d'Ayous — qui alimentent le gave de Bious. Le cours des deux gaves est marqué par deux lacs de barrage avant leur confluence à Gabas, le lac de Bious-Artigues pour le gave de Bious, et le lac de Fabrèges pour le gave de Brousset.
L'hydromorphologie entourant le pic est principalement due à l'intense érosion ayant suivi la surrection principale, ainsi qu'aux glaciations quaternaires. Le grand glacier pléistocène de la vallée d'Ossau — dont la moraine frontale est visible à Arudy — occupait toute la vallée actuelle, il enserrait alors complètement le pic. Après cette période glaciaire, le pic d'Ossau a été marqué par une très violente érosion, qui explique la présence des grands pierriers qui le ceinturent. Cette érosion a eu pour conséquence le dépôt d'alluvions plus fines qui ont tendance à combler les fonds des vallées et des lacs glaciaires, ce qui explique la présence de plateaux presque horizontaux (Bious-Dessus ou Brousset) et les méandres que font ici les gaves. Robert Ollivier — dans son guide — estime probable que la Grande Raillère occupe la place d'un ancien glacier, celui-ci accueillant encore aujourd'hui des névés persistants.

### Géologie
Le pic du Midi d'Ossau est un fragment d'un paléo-volcan du Cisuralien, formé d'une caldeira dont le diamètre original est estimé entre 6 et 7 km. La majeure partie du pic est constituée d'andésites acides et de dacites, mais des andésites basiques sont également présentes à sa base. Cet ensemble de roches volcaniques de l'Autunien repose sur un ensemble de grès et de schistes plissés du Namurien. Le substrat des contreforts du sommet est partiellement recouvert par des éboulis récents, situés en tête d'anciennes moraines d'altitude du Tardiglaciaire (18 000-11 700 AP) et du petit âge glaciaire.

Carte géologique du pic du Midi d'Ossau et de ses environs.

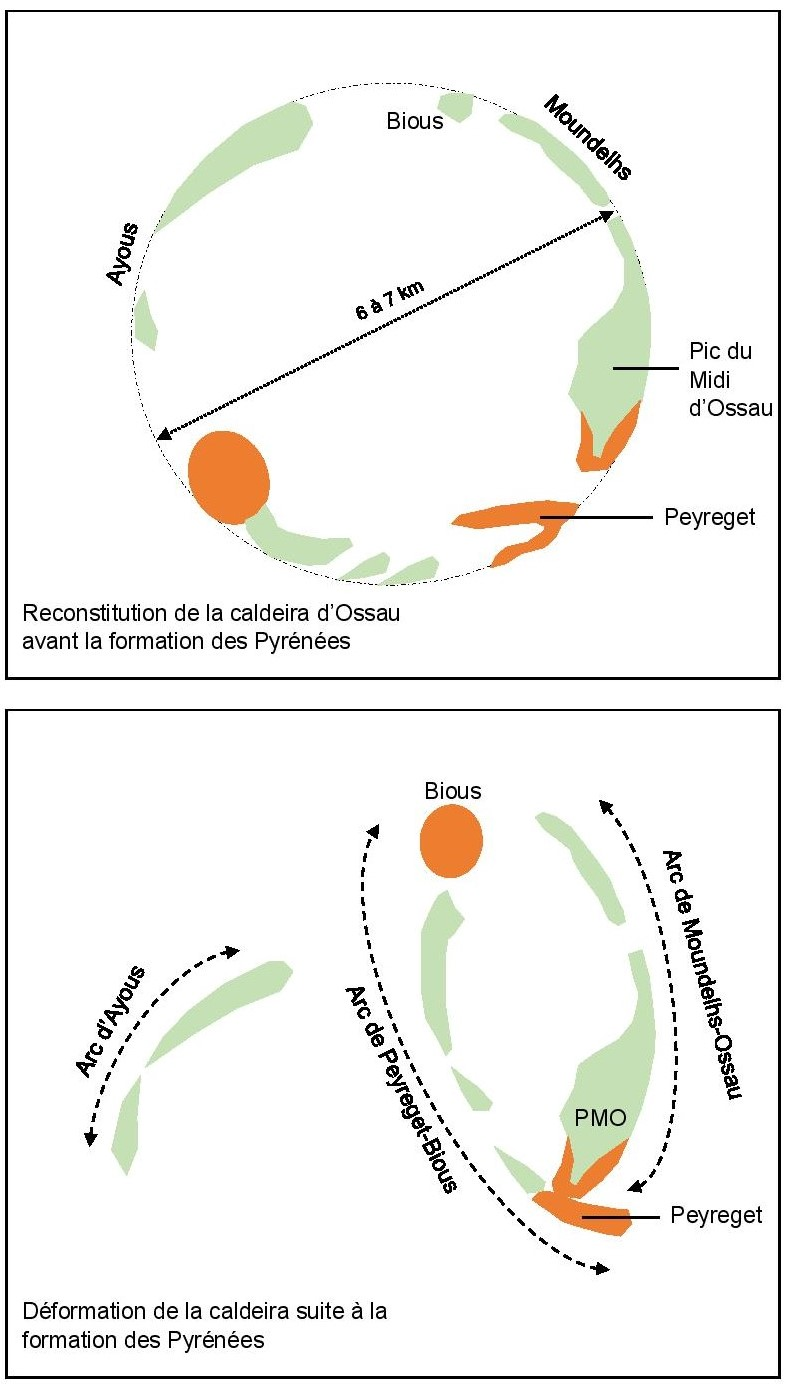
Reconstitution de la déformation de la caldeira du volcan d'Ossau.

La chaîne actuelle des Pyrénées — formée il y a environ 40 millions d'années — succède à un massif d'avant-pays de la chaîne varisque formé au cours de la seconde moitié du Carbonifère, entre 325 et 295 millions d'années. Cet épisode orogénique est marqué par une intense déformation des roches anté-westphaliennes par plissement et développement de foliations, accompagnée d'un faible métamorphisme. Au cours du Permien, l'effondrement de la chaîne varisque entraîne une tectogenèse extensive et décrochante qui voit la formation de grabens et l'ouverture de fractures,. Une de ces fractures provoque la remontée du magma profond depuis le manteau supérieur, formant ainsi une chambre magmatique qui s'épanche en surface et constitue le volcan d'Ossau. Le volcanisme de l'Ossau se déroule à l'Autunien en deux épisodes datés à 278±5 et 272±3 Ma. Formé d'andésite, le volcan voit les émissions prolongées de laves volcaniques progressivement vider sa chambre magmatique. Au cours d'une éruption — sûrement très violente — le toit du volcan s'effondre dans la chambre magmatique, constituant la caldeira. L'activité volcanique reprend alors par des fissures marginales au niveau de cette caldeira, qui forment le mur annulaire constitué de dacite et de rhyolite. Le corps du pic du Midi d'Ossau se forme alors au niveau de cet anneau. L'activité volcanique de l'Ossau cesse au Permo-Trias, il y a environ 250 millions d'années. Au Paléogène — durant le cycle alpin — la microplaque ibérique est poussée par la plaque africaine et entre en collision avec l'Aquitaine. La formation des Pyrénées il y a environ 40 millions d'années provoque la déformation de la structure annulaire de la caldeira d'Ossau. Elle entraîne également le soulèvement de l'ensemble, ainsi que son mouvement de chevauchement vers le sud.
L'histoire géologique — et volcanique — du site se retrouve encore aujourd'hui sous différents aspects. La structure annulaire de la caldeira peut être retrouvée par une analyse en trois dimensions de la zone. La formation des Pyrénées a entraîné la dislocation de l'anneau originel, mais plusieurs arcs intrusifs peuvent encore être identifiés : l'arc de Moundelhs, celui de Peyreget, et l'arc d'Ayous. Le pic du Midi d'Ossau fait partie de l'arc intrusif de Moundelhs, le pic forme une laccolite, c'est-à-dire un épaississement très important du filon annulaire. Lors de la formation des Pyrénées, cette laccolite est basculée puis soulevée à une hauteur bien supérieure au reste de l'ancienne caldeira. L'arc de Moundelhs chevauche celui de Peyreget au niveau du col de Peyreget, une zone centrale d'environ 200 ha se dessine entre ces deux arcs, au niveau du cirque de l'Embarradère et de Moundelhs. Cet espace représente le cœur de la caldeira, le cratère du volcan d'Ossau.

### Climat
Culminant à 2 884 m, avec un pied qui se situe à plus de 1 400 m, le pic du Midi d'Ossau est marqué par l'influence d'un climat de type montagnard. La station météorologique la plus proche se situe au bas de la station de sports d'hiver d'Artouste, au niveau de l'usine du barrage de Fabrèges. Cette station montre — sur la période 1981-2010 — une forte pluviométrie, avec des précipitations supérieures à 1 600 mm par an, et des températures douces de 8,7 °C en moyenne. Ces deux éléments — pluviométrie importante et températures douces — montrent l'influence du climat tempéré océanique, caractéristique des plaines et vallées béarnaises. Dans son ouvrage de 1955, Jean-Marie Turmel utilise les données d'une station météorologique située au lac d'Artouste (1 997 m) pour la période 1940-1953. Il expose une baisse logique des températures avec l'altitude, ainsi qu'une pluviométrie tendant à diminuer à partir d'une altitude de 1 000 m. La moyenne annuelle se situe à 1 225 mm au lac d'Artouste, contre 1 464 mm pour l'usine du barrage de Fabrèges, et 1 697 mm pour Laruns. Deux causes à la faible pluviosité de la haute vallée d'Ossau sont avancées : la grande proximité de cette zone avec le versant sud des Pyrénées — sous l'influence du climat sec de la haute vallée de l'Èbre — et sa position abritée contre les vents du sud-ouest, qui apportent la majorité des précipitations sur le piémont ouest-pyrénéen.
| Mois                                            | jan.       | fév.      | mars      | avril   | mai       | juin    | jui.    | août    | sep.       | oct.     | nov.       | déc.      | année      |
| ----------------------------------------------- | ---------- | --------- | --------- | ------- | --------- | ------- | ------- | ------- | ---------- | -------- | ---------- | --------- | ---------- |
| Température minimale moyenne (°C)               | −1,6       | −1,6      | 0,4       | 1,8     | 5,6       | 8,7     | 10,9    | 11,1    | 8,8        | 6        | 1,9        | −0,4      | 4,3        |
| Température moyenne (°C)                        | 1,7        | 2         | 4,7       | 6,4     | 10,6      | 14,1    | 16,5    | 16,4    | 13,6       | 9,8      | 5          | 2,6       | 8,7        |
| Température maximale moyenne (°C)               | 4,9        | 5,6       | 9         | 11      | 15,6      | 19,4    | 22,1    | 21,8    | 18,3       | 13,6     | 8,1        | 5,6       | 13         |
| Record de froid (°C) date du record             | −22,5 1954 | −22 1956  | −16 2005  | −9 1973 | −6 1945   | −1 1946 | 3 1981  | 1 1986  | 0 2010     | −5 1970  | −10,5 1988 | −14 1946  | −22,5 1954 |
| Record de chaleur (°C) date du record           | 17,5 2002  | 20 1997   | 22 1990   | 28 1947 | 32 1945   | 38 1945 | 40 1959 | 38 1947 | 33 1946    | 27 2004  | 21 2000    | 19 2012   | 40 1959    |
| Précipitations (mm)                             | 159,6      | 123,8     | 127,2     | 165,4   | 141,1     | 95,1    | 85,2    | 83,1    | 116,7      | 156,9    | 197,5      | 183,8     | 1 635,4    |
| Record de pluie en 24 h (mm) date du record     | 75,9 1981  | 95,2 2015 | 72,1 2006 | 76 2001 | 89,4 1979 | 86 2000 | 61 1942 | 68 1972 | 125,5 1993 | 175 2012 | 130 2011   | 85,4 1981 | 175 2012   |
| Nombre de jours avec précipitations             | 13         | 12        | 13        | 15      | 15        | 10      | 8       | 9       | 10         | 13       | 13         | 14        | 145        |
| dont nombre de jours avec précipitations ≥ 5 mm | 9          | 7         | 7         | 10      | 9         | 6       | 4       | 5       | 6          | 9        | 8          | 9         | 89         |

| Diagramme climatique                                  |              |           |            |              |             |              |              |              |            |             |              |
| J                                                     | F            | M         | A          | M            | J           | J            | A            | S            | O          | N           | D            |
| 4,9−1,6159,6                                          | 5,6−1,6123,8 | 90,4127,2 | 111,8165,4 | 15,65,6141,1 | 19,48,795,1 | 22,110,985,2 | 21,811,183,1 | 18,38,8116,7 | 13,66156,9 | 8,11,9197,5 | 5,6−0,4183,8 |
| Moyennes : • Temp. maxi et mini °C • Précipitation mm |              |           |            |              |             |              |              |              |            |             |              |

### Faune et flore
L'Inventaire national du patrimoine naturel met régulièrement à jour une liste des espèces animales et végétales présentes sur le massif du pic du Midi d'Ossau, en vertu de l'inscription de ce site comme ZNIEFF. Le massif du pic du Midi d'Ossau se limite au sud par la frontière franco-espagnole, à l'ouest par le gave de Bious, à l'est par le gave de Brousset et au nord par la confluence entre ces deux gaves (au niveau de Gabas). Le pic du Midi d'Ossau ne représente donc qu'une partie de cette zone, mais cet inventaire donne une indication sur la faune et la flore présente sur place. L'inventaire de l'INPN dresse notamment une liste d'espèces déterminantes, particulièrement représentatives du massif. Un total de 25 espèces d'oiseaux est mis en avant, dont l'aigle royal, le grand-duc d'Europe, le gypaète barbu, le vautour fauve ou encore le Grand Tétras. Toujours en matière de faune, le calotriton des Pyrénées et le lézard des Pyrénées sont deux espèces endémiques pyrénéennes présentes, tout comme l'æschne des joncs et le lézard vivipare qui ont une présence européenne.
Aussi, 35 espèces de plantes phanérogames font partie de la liste de ces espèces déterminantes, dont l'anémone fausse-renoncule, la nigritelle noire ou le lis des Pyrénées, tandis que 6 espèces de plantes ptéridophytes sont dénombrées. Dans la catégorie des autres espèces présentes sur le massif, plusieurs espèces animales emblématiques des Pyrénées sont identifiées, dont le desman des Pyrénées, l'isard, la marmotte et l'ours brun.
Le massif du pic d'Ossau est une zone pastorale dans laquelle est toujours pratiquée la transhumance estivale par les bergers béarnais. Les zones d'estive se concentrent sur les plateaux de Bious-Dessus et du cirque d'Anéou. Les animaux transhumants sont surtout des brebis de race basco-béarnaise, ainsi que des vaches, des chevaux et des ânes.

## Histoire

### Conquête du sommet

François de Foix-Candale réalise la première tentative d'ascension connue en 1552.

La première tentative connue d'ascension du pic d'Ossau est celle de François de Foix-Candale dans la deuxième moitié du XVIe siècle. Les détails de cette tentative sont relatés par Jacques Auguste de Thou dans son Histoire universelle. Proche parent d'Henri d'Albret — roi de Navarre —, le seigneur de Candale prend les « eaux de Béarn » à la suite du roi et décide de « monter au sommet de la plus haute montagne […] qu'on nomme les Jumelles ». Dans son récit Cent ans aux Pyrénées, Henri Beraldi situe la scène en 1581, mais Louis Le Bondidier dans Les premières ascensions du pic du Midi d'Ossau estime que la scène ne peut se dérouler qu'en mai 1552. Le seigneur de Foix-Candale est suivi par plusieurs « gentilshommes », il s'est équipé d'une « robe fourrée » et de « crochets spéciaux et d'échelles ». Le récit fait par Jacques Auguste de Thou précise que François de Foix-Candale n'atteint pas le sommet, il ne semble pas avoir dépassé la limite des pâturages. Malgré cet échec, Louis Le Bondidier qualifie la tentative de François de Foix-Candale de « très belle performance » dans le contexte du XVIe siècle. Plus tard à la fin du XVIe siècle, Pierre Victor Palma Cayet fait le récit de son ascension sur « Lou Piec de Mieydy » en 1591. Ce récit est qualifié d'« obscur » par Louis Le Bondidier et de « baroque » par Robert Ollivier, il ne paraît pas être inspiré d'une vision directe des lieux. Raymond Ritter estime que l'incohérence du récit tient à une erreur d'impression. Au mieux, Pierre Victor Palma Cayet aurait donc atteint la plaine de Bious-Artigues, voire peut-être plus haut à un niveau équivalent de la tentative de François de Foix-Candale, mais son ascension complète du pic est improbable.

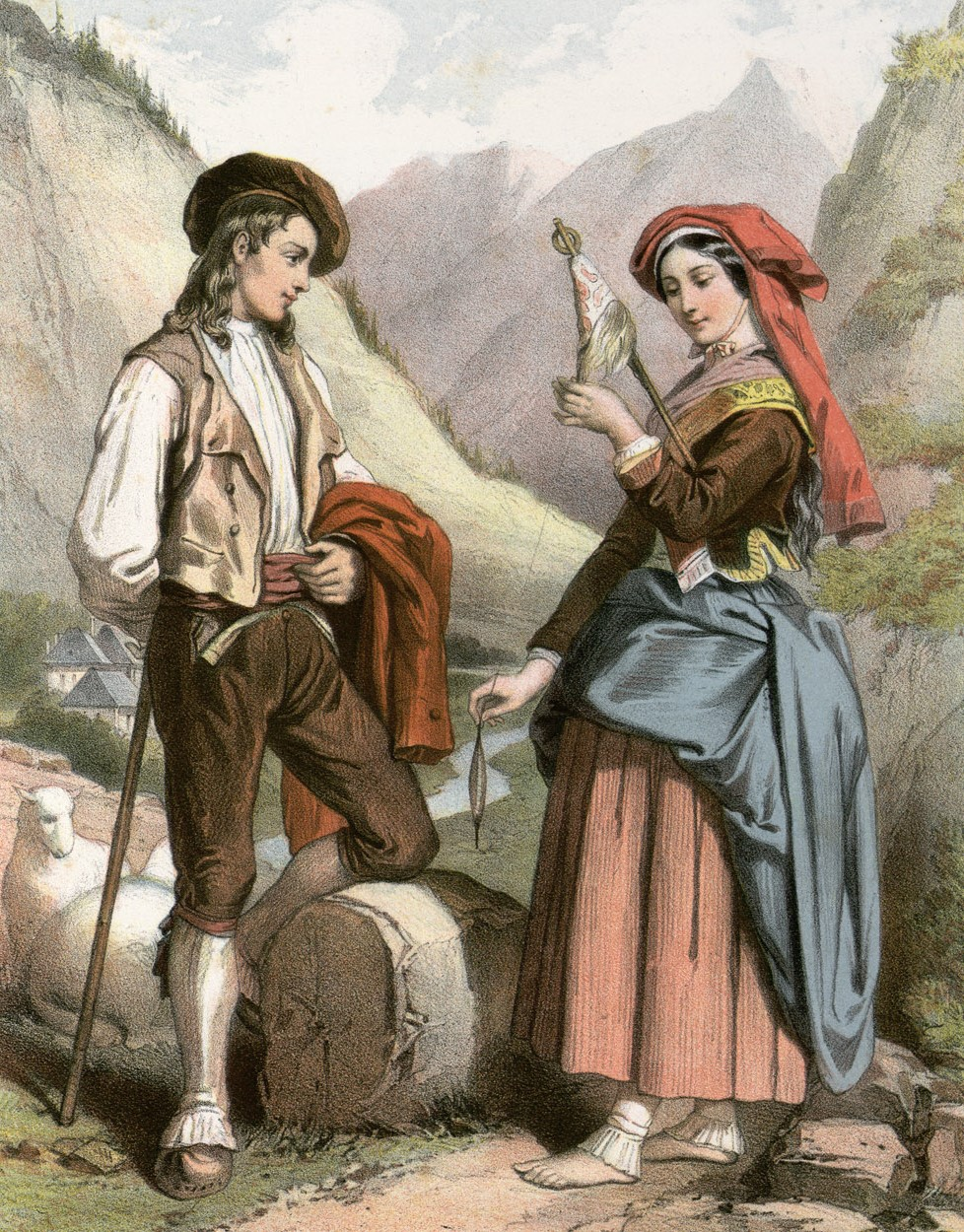
Un ou plusieurs bergers béarnais réalisent la première ascension connue de l'Ossau en 1790.

La première véritable ascension connue de l'Ossau — car relatée par écrit — remonte au 3 octobre 1796 par Guillaume Delfau et son guide Mathieu. Le guide — un berger aspois — raconte à cette occasion l'ascension effectuée par un autre berger de sa vallée quelques années auparavant. Dans son récit Voyage au pic du Midi de Pau, Guillaume Delfau précise que ce berger aspois inconnu aurait grimpé le sommet du pic d'Ossau pour le compte de Henri Reboul et Jacques Vidal en 1787, afin d'y installer un signal de triangulation. Si Guillaume Delfau et son guide découvrent bien une petite pyramide de pierres en forme de cairn au sommet de l'Ossau, son origine est par la suite contestée à partir de deux articles publiés dans les années 1950. Le colonel Léon Maury en 1950-1951, puis Jacques Blanchet en 1957 dans La première ascension du pic du Midi d'Ossau estiment que ce cairn a été installé le 19 juin 1790 sur la demande du géodésien Louis-Philippe-Reinhard Junker. Junker fait partie depuis 1784 de la Commission de délimitation de la frontière de la France et de l'Espagne. Au cours de sa campagne de 1790, Junker réalise un tour du pic du Midi d'Ossau, faisant poser des signaux par des bergers béarnais. Le 20 juin 1790, Junker note qu'il a pu viser le « Signal du Pic du Midy », lendemain donc de la première ascension du pic par un berger aspois, aidé par un ou plusieurs autres bergers aspois ou ossalois. Jacques Blanchet dans son article présente l'hypothèse que Junker — pyrénéiste accompli — aurait pu accompagner les bergers au sommet de l'Ossau ce 19 juin 1790.
En 1796, Guillaume Delfau fait le récit d'une ascension difficile rendue pénible par le froid d'octobre. Il débute sa lettre par : « Je vous écris mon ami, d'un endroit d'où il n'est pas certain que je revienne : je donnerais, en ce moment, tout au monde pour n'y être pas venu ; mais j'y suis : songeons à nous en retirer. » Delfau conclut son récit par une description du pic d'Ossau : « C'est [le pic du Midi de Pau] le plus grand et le plus formidable rocher qui ait été mesuré dans les Pyrénées ; il offre un bloc immense, cet abyme vu du sommet est peut-être une des plus belles horreurs qui soient dans la nature. » Deux années après avoir lu le récit de Guillaume Delfau, le comte Armand d'Angosse grimpe lui aussi l'Ossau le 2 août 1802 en compagnie de son domestique François, d'un berger et de trois jeunes gens âgés de 14 à 16 ans, bergers également. Il trouve l'escalade très rude et approuve le jugement fait par Delfau en 1796. Le comte d'Angosse est suivi le 14 du même mois par Henri d'Augerot, de Nay : fils de Jean-Joseph d'Augerot, manufacturier et maître de forges, en conflit avec Armand d'Angosse au sujet de la forge de Béon et de la mine de Baburet, il semble qu'il ne tente l'ascension, qu'il juge très facile, que pour pouvoir dénigrer le rival de son père.

La conquête de l'Ossau (sélection).
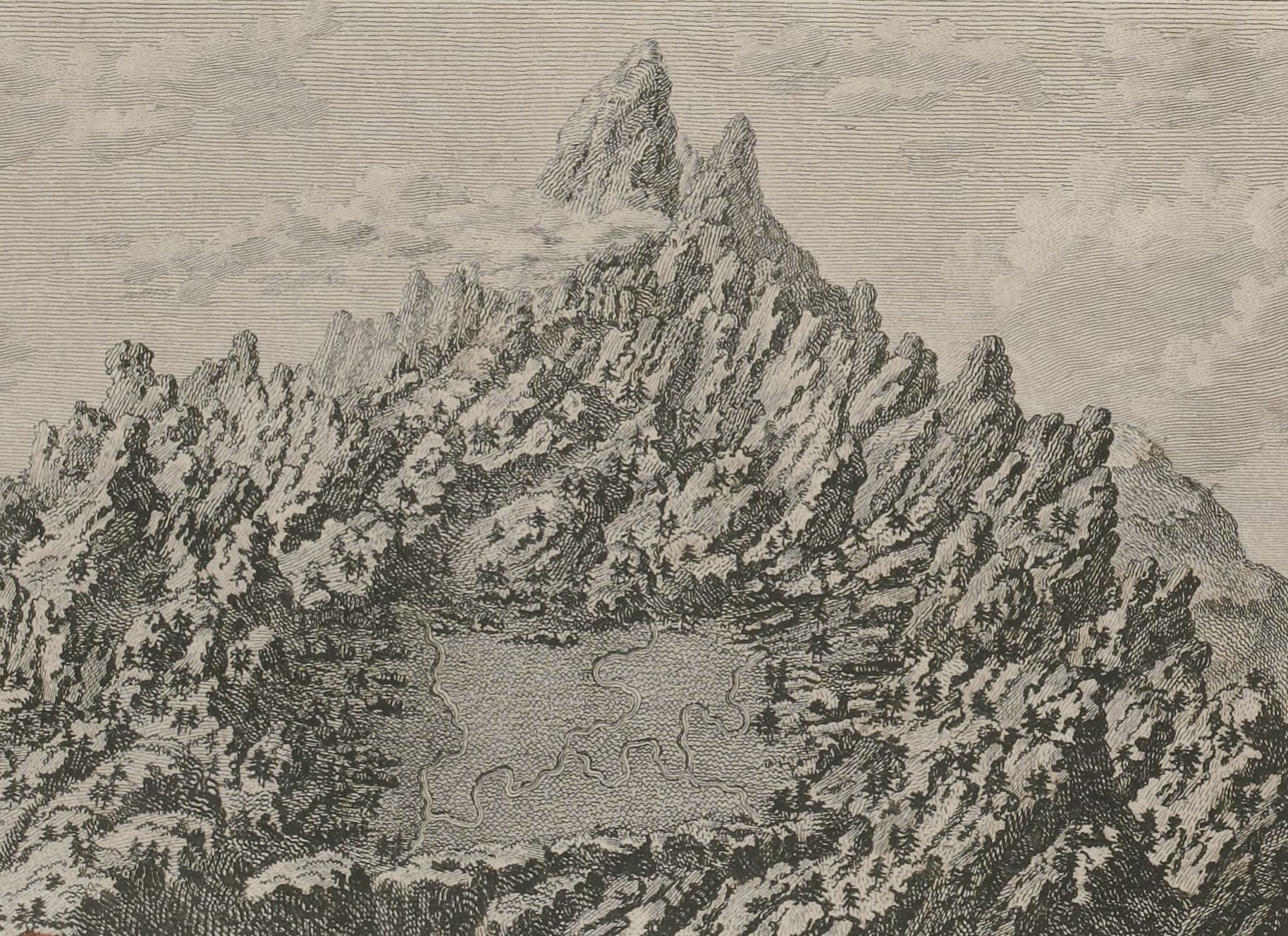
Dessin du pic d'Ossau en 1781.
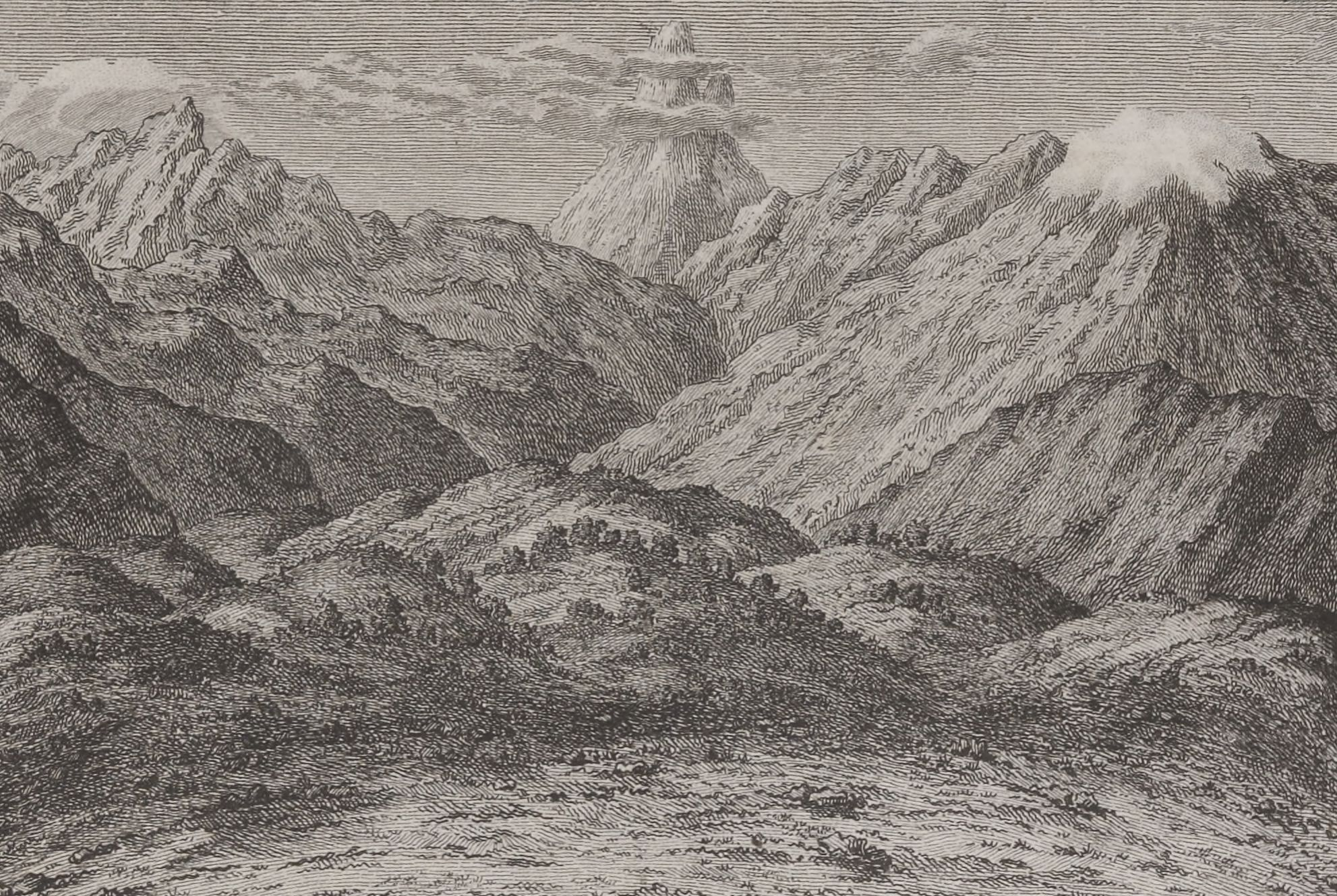
L'Ossau en 1784, par Pierre Bernard Palassou.
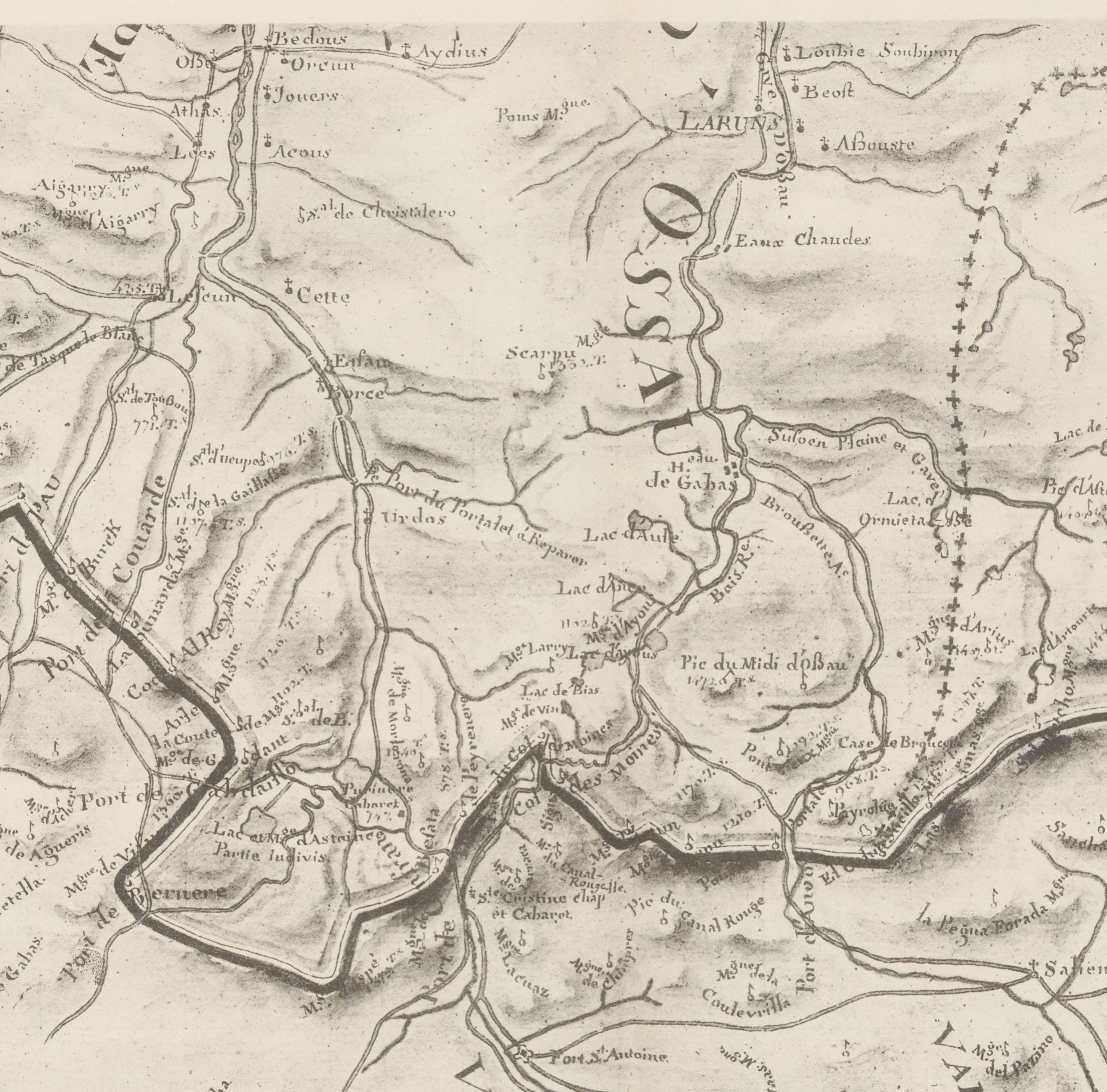
Carte des frontières des Pyrénées de Barèges à l'Océan, par Junker (fragment).
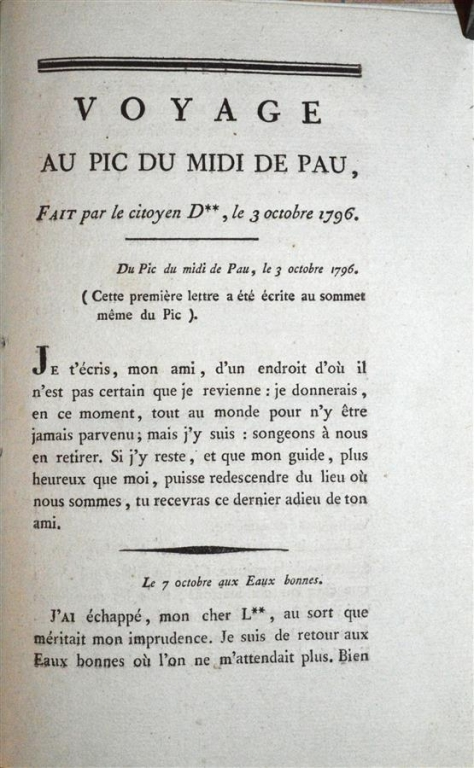
Voyage au Pic du Midi de Pau par Guillaume Delfau.
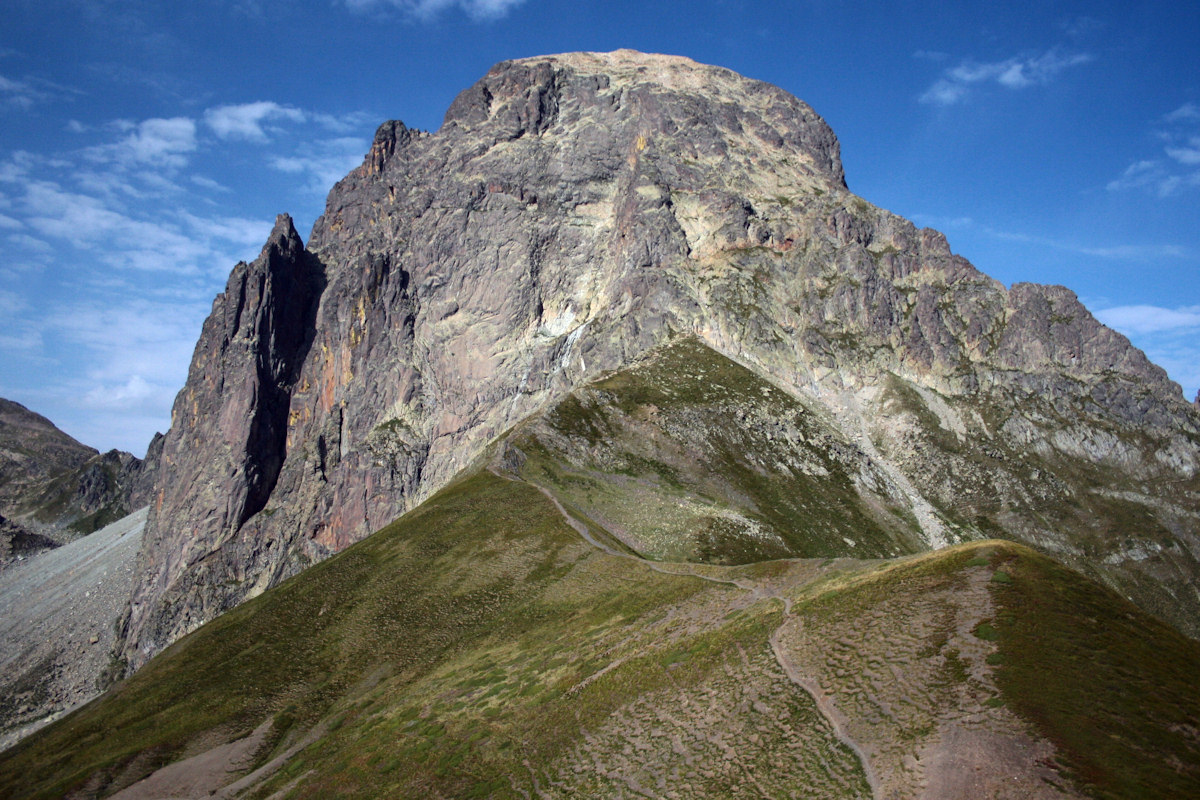
Les premières ascensions se réalisent par la voie Normale, depuis le col de Suzon.
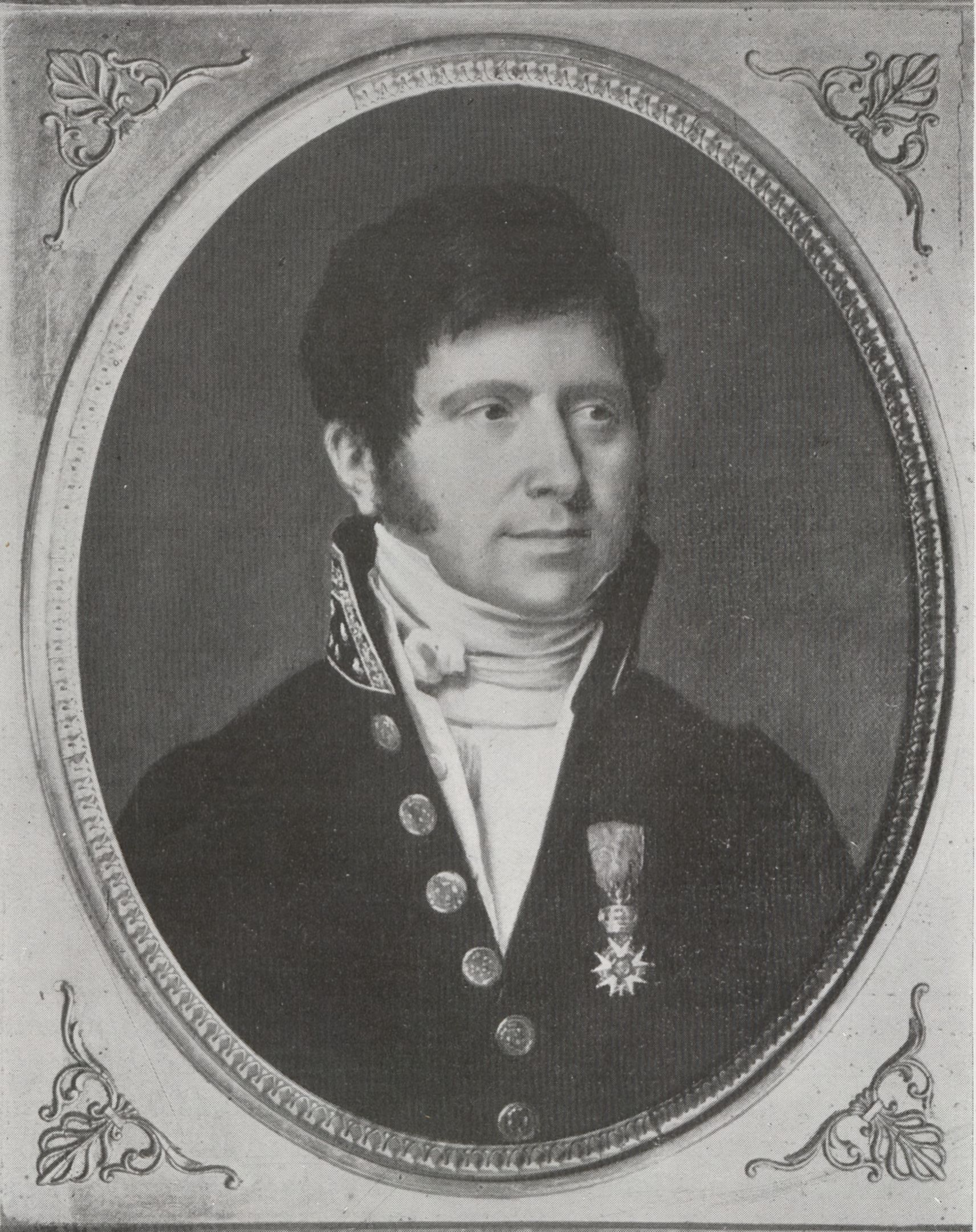
Armand d'Angosse réalise la troisième ascension connue.

### Exploration de la montagne
Après la conquête du sommet, les pyrénéistes tâchent d'explorer la montagne dans toute son ossature. Les trois autres pointes de l'Ossau sont escaladées entre 1858 et 1927. L'ascension du Petit Pic est assurée en 1858 par le guide Jean Biraben de Laruns — dit Eschotte — en compagnie de Bergé fils et d'un touriste nommé M. Smith, Jacques Orteig fait la première ascension de la face est en 1865, la pointe d'Aragon est conquise en 1907 par les frères Jacques et Robert Blanchet et le guide Jean-Pierre Esquerre, tandis que la quatrième pointe est gravie le 26 août 1927 par Jean Santé, qui donne par la suite son nom à cette dernière pointe. Les multiples parois du pic d'Ossau sont elles aussi progressivement conquises, comme la face nord du Grand Pic par Henri Brulle en 1896, la Diagonale de l'Embarradère en 1916 par Lucien Carrive, ou la face sud-est du Grand Pic en 1938 par Robert Ollivier et Roger Mailly. La première ascension hivernale de l'Ossau est réalisée vers 1888 par Roger de Monts, il réussit à sa deuxième tentative après l'échec du comte Henry Russell en mars 1863. Russell se console de son échec par le récit de Roger de Monts, qui lui avoue « qu'aucun des innombrables sommets domptés par lui en hiver ne lui avait donné autant de mal que le pic du Midi d'Ossau ». La face sud-ouest du Grand Pic et l'éperon est de la pointe Jean-Santé sont gravis pour la première fois par Jean et Pierre Ravier en 1955.

Les pyrénéistes à l'assaut du pic (sélection).
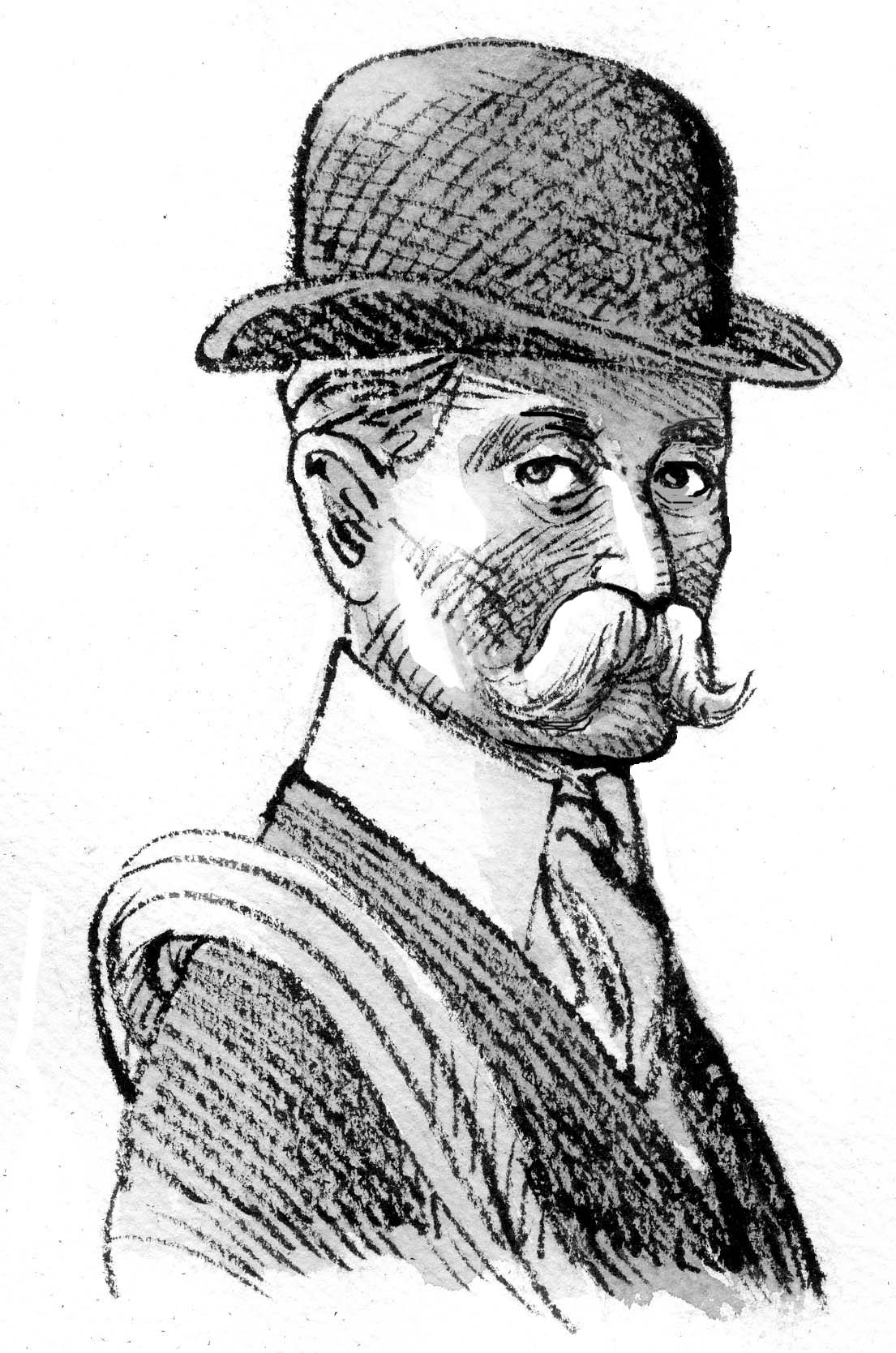
Henri Brulle par Jean-Claude Pertuzé.
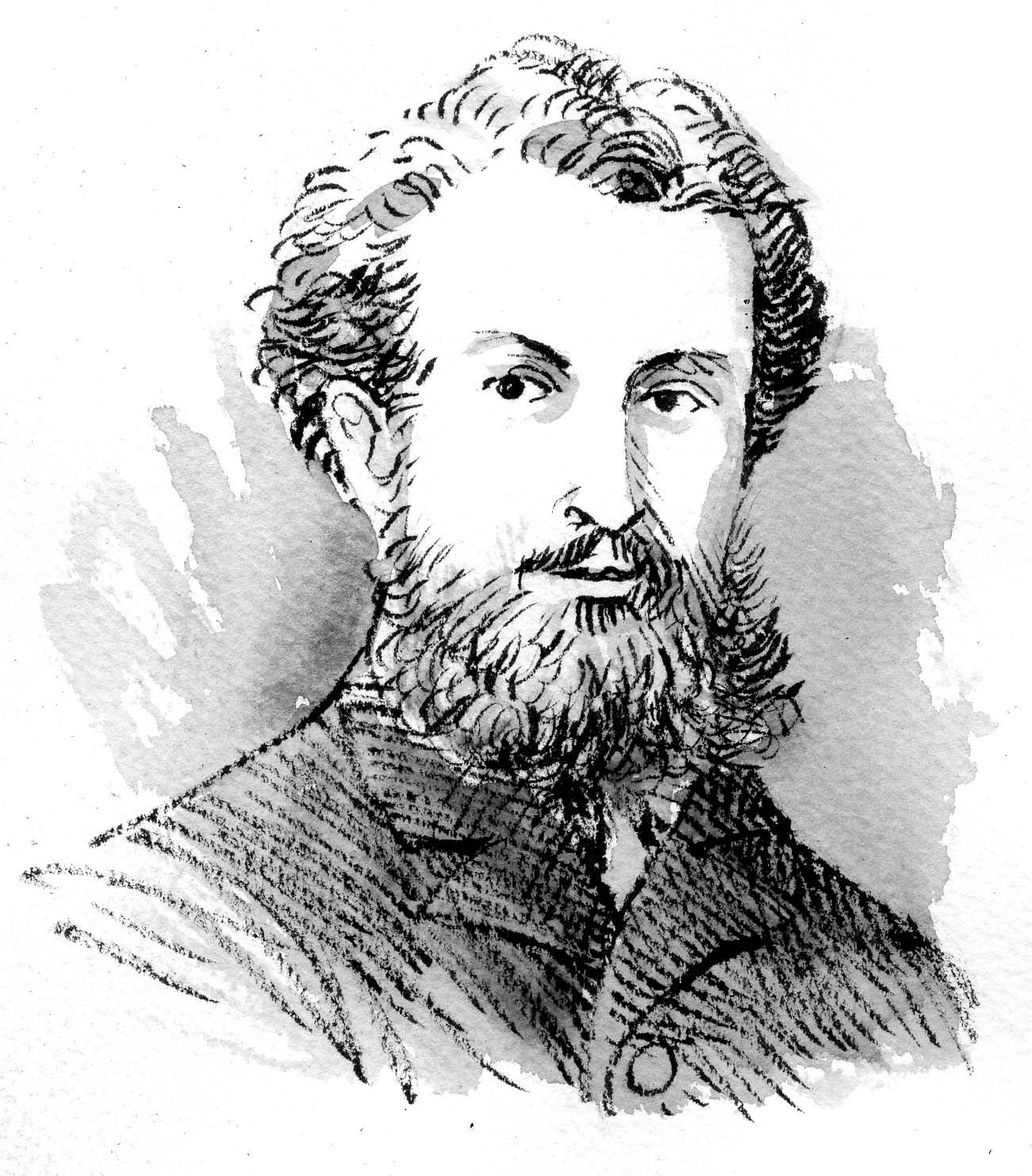
Roger de Monts par Jean-Claude Pertuzé.
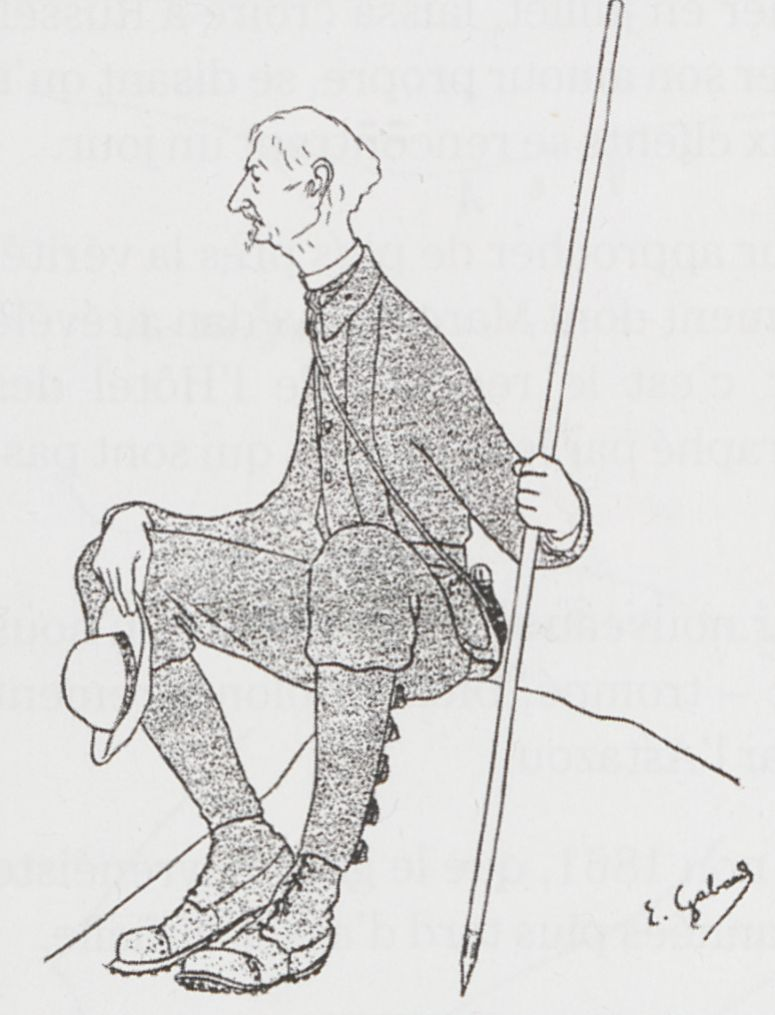
Henry Russell par Ernest Gabard.
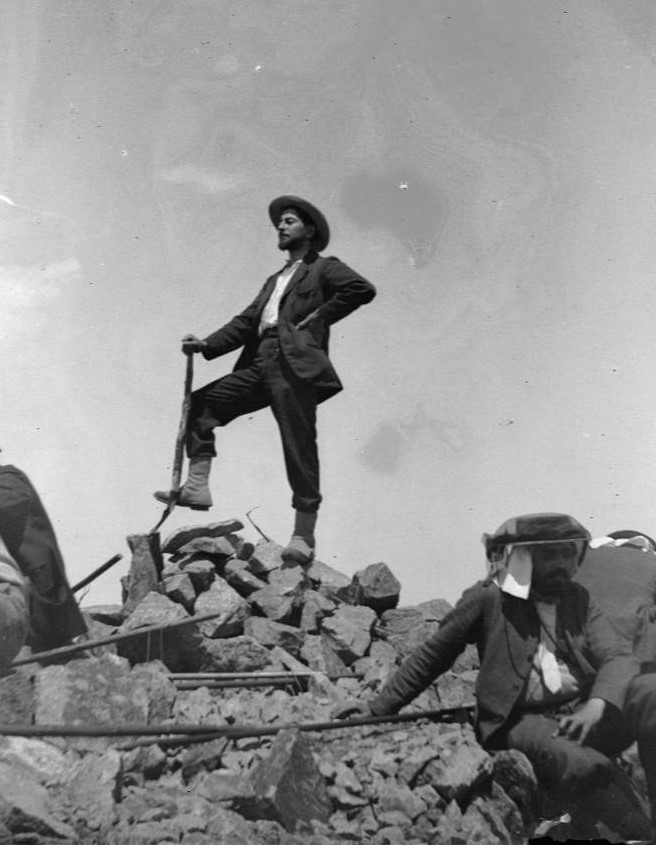
L'ascension de l'Ossau par un inconnu en 1898.
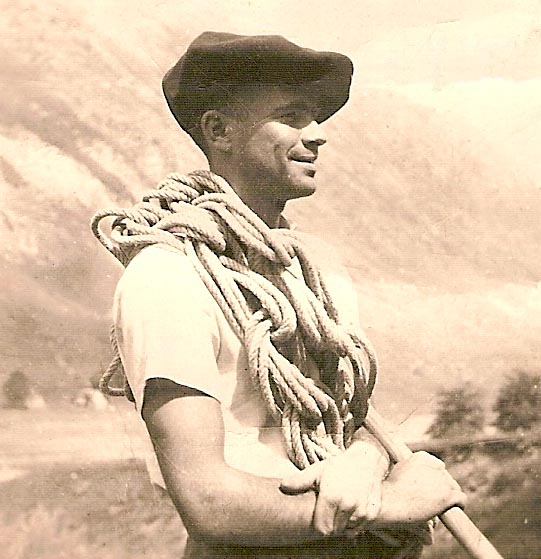
Henri Barrio.
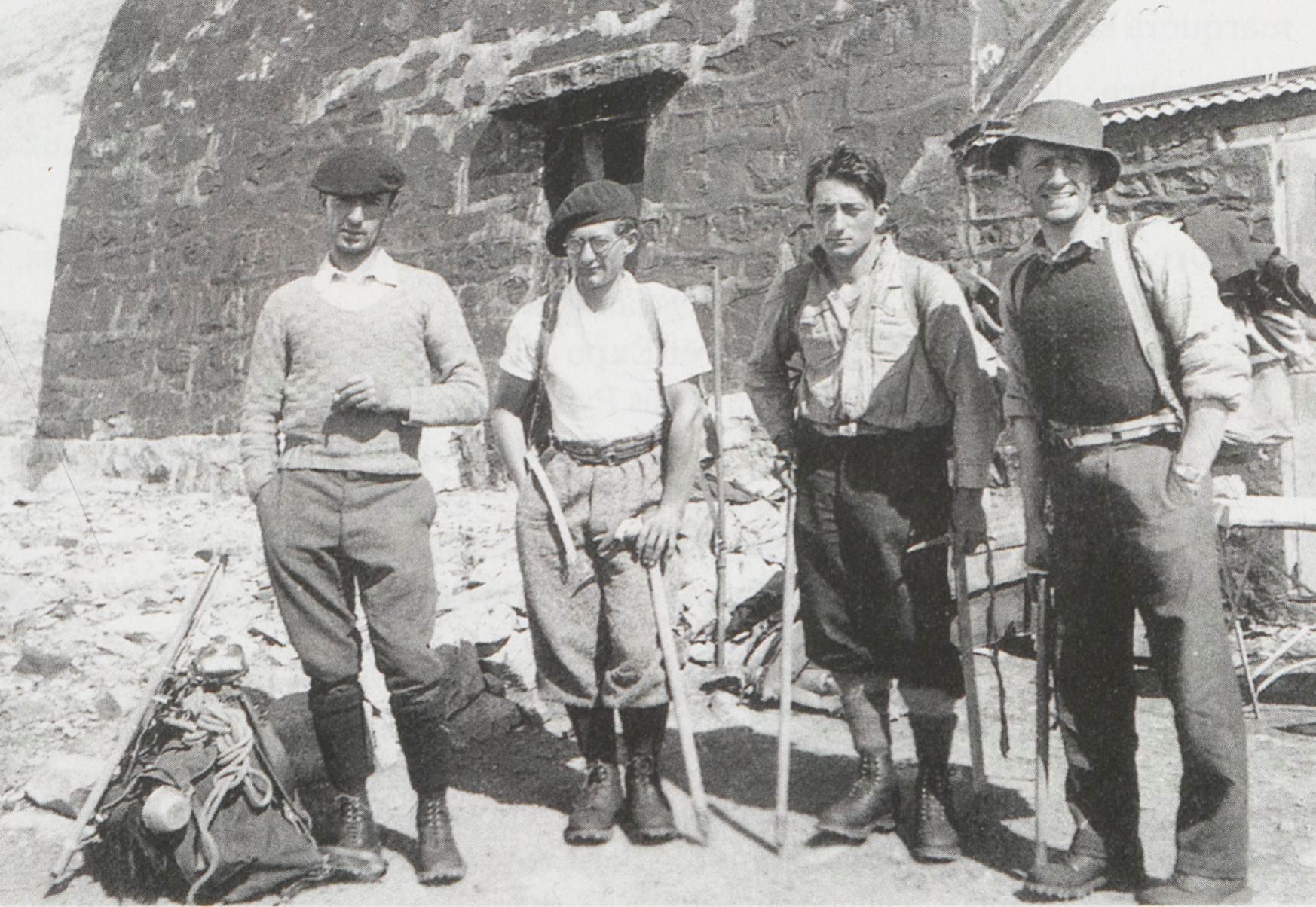
Jean Senmartin, Robert Ollivier, François Cazalet et Henri Lamathe.
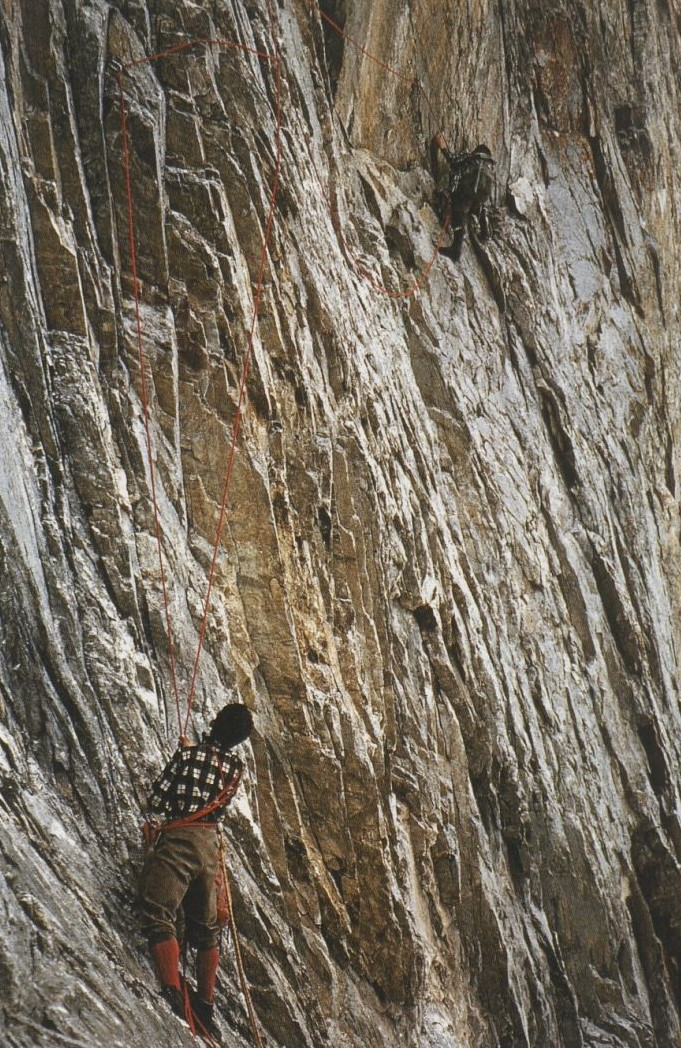
Jean et Pierre Ravier au Vignemale.
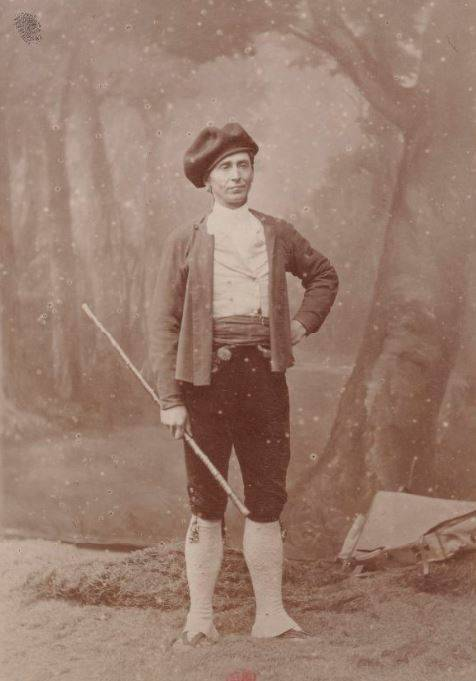
Jacques Orteig.

## Activités

### Randonnée et ascension

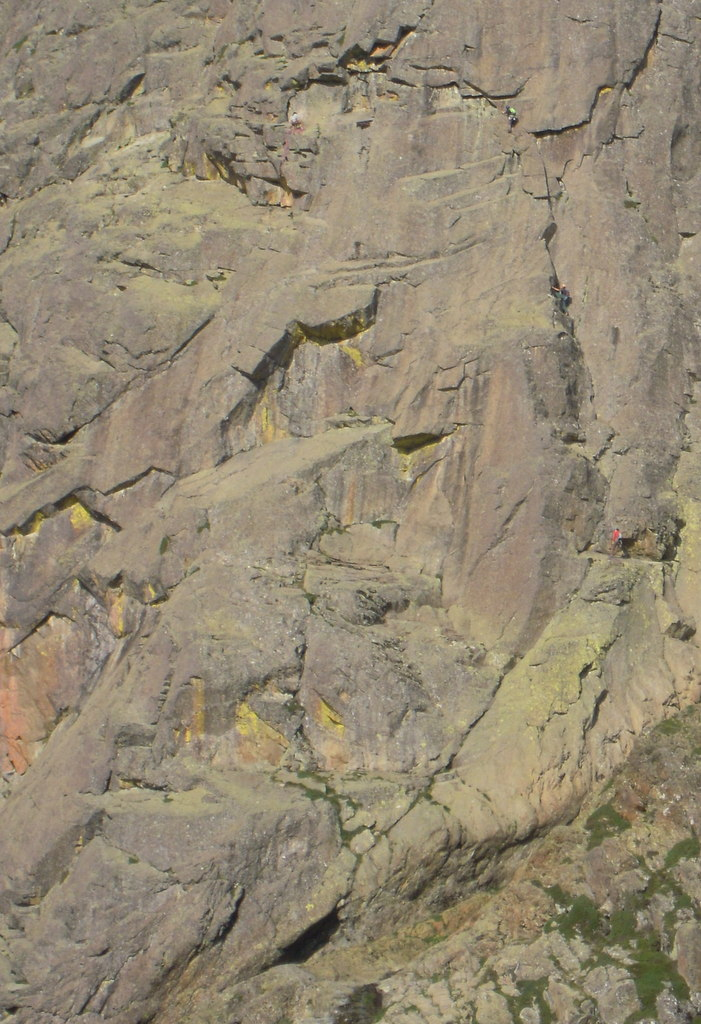
Des grimpeurs dans la deuxième longueur de la voie Éperon Est, ouverte par Jean et Pierre Ravier les 4 et 5 juillet 1955 (cotée TD+).

Le massif du pic du Midi d'Ossau est traversé par le GR 10, entre le refuge d'Ayous et Gabas. Plusieurs voies de randonnée permettent d'approcher le pic. Ils constituent notamment du tour du pic du Midi d'Ossau en partant du parking du lac de Bious-Artigues, puis le col d'Ayous, le lac de Peyreget, le col de l'Iou, le col de Soum de Pombie, le col de Suzon puis retour au point de départ. Le tour du pic du Midi d'Ossau est une boucle de 17,1 km, avec un dénivelé positif de 965 m et une durée approximative de 6 h. Une variante du tour est possible en passant par le col de Peyreget pour rejoindre le refuge de Pombie, puis le col de Suzon. Le refuge de Pombie est également accessible plus rapidement (1 h) au départ du parking d'Anéou, avant l'arrivée au col du Pourtalet. La boucle autour des lacs d'Ayous représente un grand classique de vallée d'Ossau, cette balade de 14 km est indissociable de la silhouette du pic d'Ossau, dont la face nord se reflète dans ces lacs naturels. Depuis 2013, une compétition de trail est organisée autour du pic, le tour de l'Ossau, réunissant 300 participants en 2019.
Le pic du Midi d'Ossau compte une cinquantaine de voies d'escalade, cotées de 3b (niveau initiation) à 7b (niveau compétition). Le Grand Pic est notamment accessible par la voie Normale — utilisée dès 1790 pour la pose du signal Junker —, la voie Fouquier ou encore la voie Ravier, le Petit Pic par l'arête de Peyreget (voie normale) et l'éperon de la Vierge, la pointe Jean-Santé par la voie Mailly et la voie des Surplombs. La traversée des Quatre pointes permet de relier les quatre principales pointes de la montagne, un itinéraire réalisé pour la première fois par Bernard et Jean Sanchette le 9 août 1933 dans le sens inverse, puis par François Cazalet et Jean Santé le 3 septembre 1933 dans son sens désormais classique. La voie Normale menant au Grand Pic est accessible depuis le refuge de Pombie, puis via le col de Suzon. Du col, prendre à l'ouest en direction du pic où trois cheminées s'élèvent. La première, relativement raide, est cotée II/III, la seconde n'est pas plus dure, mais plus exposée, la dernière étant la moins pentue avec une cotation II. La voie Normale est cotée PD — peu difficile — avec un dénivelé positif de 1 400 m. Plusieurs voies permettent également de réaliser le tour du pic à ski, son ascension (puis sa descente) est possible par la voie Normale estivale.

### Protection environnementale

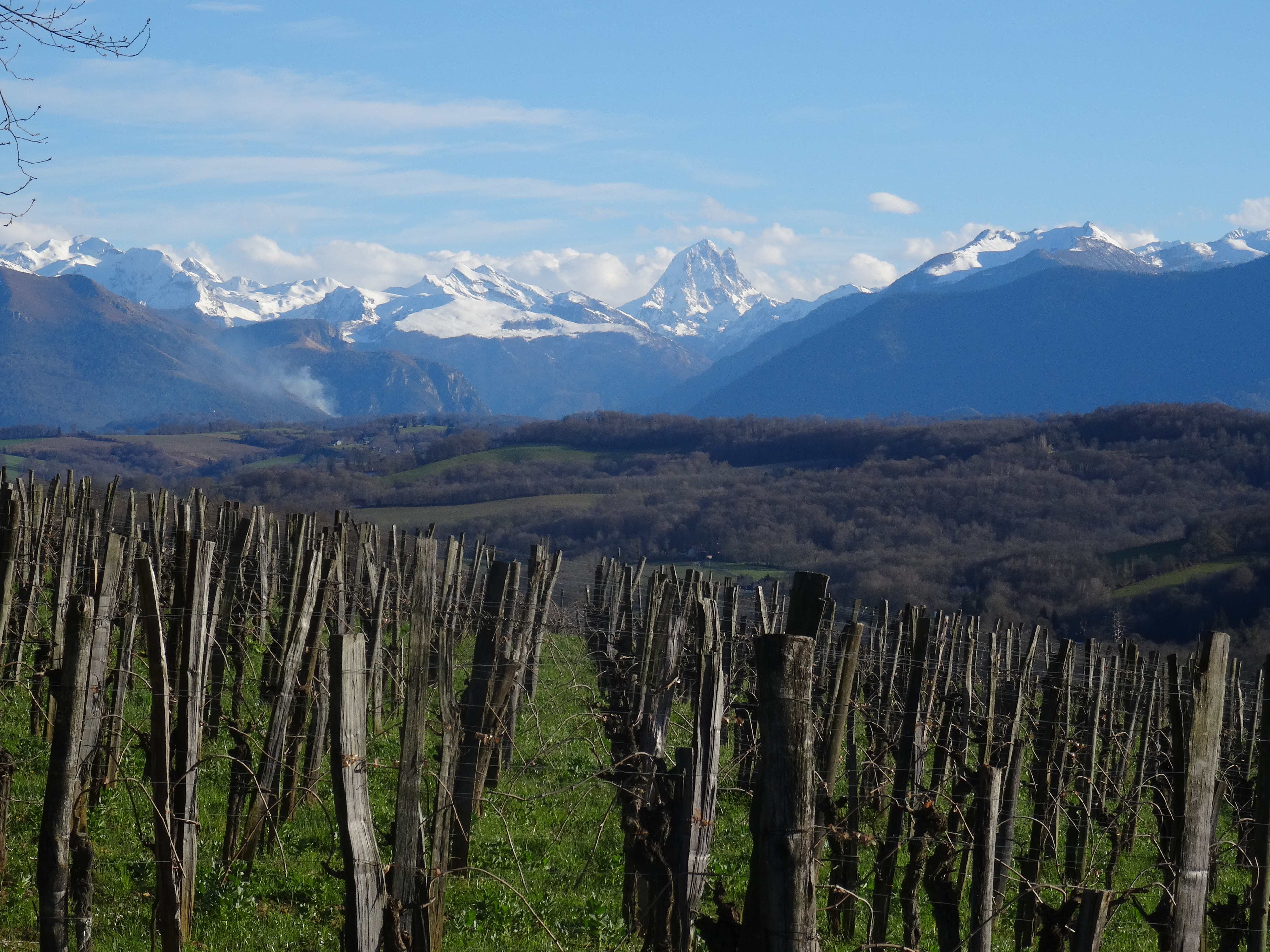
Le pic d'Ossau fait partie de la zone cœur du parc national des Pyrénées.

Le pic du Midi d'Ossau fait partie de la zone cœur du parc national des Pyrénées, créé en 1967. La réglementation applicable dans cette zone interdit le camping, les feux, le bruit, le dépôt de déchets, les chiens (même en laisse), la cueillette, le prélèvement de minéraux, la chasse ou encore les véhicules à moteur afin de protéger ce patrimoine naturel exceptionnel. Le parc national des Pyrénées poursuit plusieurs missions principales : connaître les patrimoines naturel, culturel et paysager, préserver la faune, la flore, les habitats et le patrimoine culturel, favoriser un développement durable et une gestion conservatoire des patrimoines et mettre le patrimoine à la disposition de tous. Les actions du parc sont notamment financées par la Convention interrégionale du massif des Pyrénées passée entre l'État et les régions, à hauteur de 77 millions d'euros pour la période 2015 - 2020, ainsi que par plusieurs programmes européens, dont le programme Green. Le pic d'Ossau est concerné par plusieurs ZNIEFF, la zone Massif du Pic du Midi d'Ossau de type I, et les zones Vallée d'Ossau et Réseau hydrographique du gave d'Oloron et de ses affluents de type II. Le réseau Natura 2000 concerne à plusieurs titres le pic du Midi d'Ossau, avec deux sites d'importance communautaire (SIC) : Massif de Sesques et de l'Ossau et Gave d'Ossau. Une zone de protection spéciale (ZPS) est également active en lien avec la directive Oiseaux, elle concerne les hautes vallées d'Aspe et d'Ossau.

## Culture populaire

### Surnoms
L'Ossau est familièrement nommé Jean-Pierre (Jan-Pè) par les Béarnais. L'hypothèse la plus plausible pour expliquer ce surnom vient de l'habitude des familles béarnaises de nommer le fils aîné Jean et le cadet Pierre. Le Grand Pic serait donc Jean, tandis que Pierre serait le Petit Pic. La forme originale du pic ainsi que son isolement le rendent particulièrement visible et reconnaissable depuis les plaines béarnaises, ce surnom affectif permet de personnaliser un élément marquant du paysage quotidien. Le nom Jean-Pierre pourrait dériver du surnom Géant de pierre parfois donné au pic. Dans une saynète, le conteur Jean-Claude Coudouy rapproche Jean-Pierre d'une mauvaise compréhension du terme « champ de pierre » par deux touristes allemand et autrichien. Le pic d'Ossau dispose d'autres surnoms, dont « les Jumelles », « les trois sœurs » (las trés seroùs en béarnais), le « Cervin des Pyrénées », la « molaire fendue », la « dent de l'ours » ou encore la « montagne fendue » (Al Shaqûqa en arabe).

### Légendes

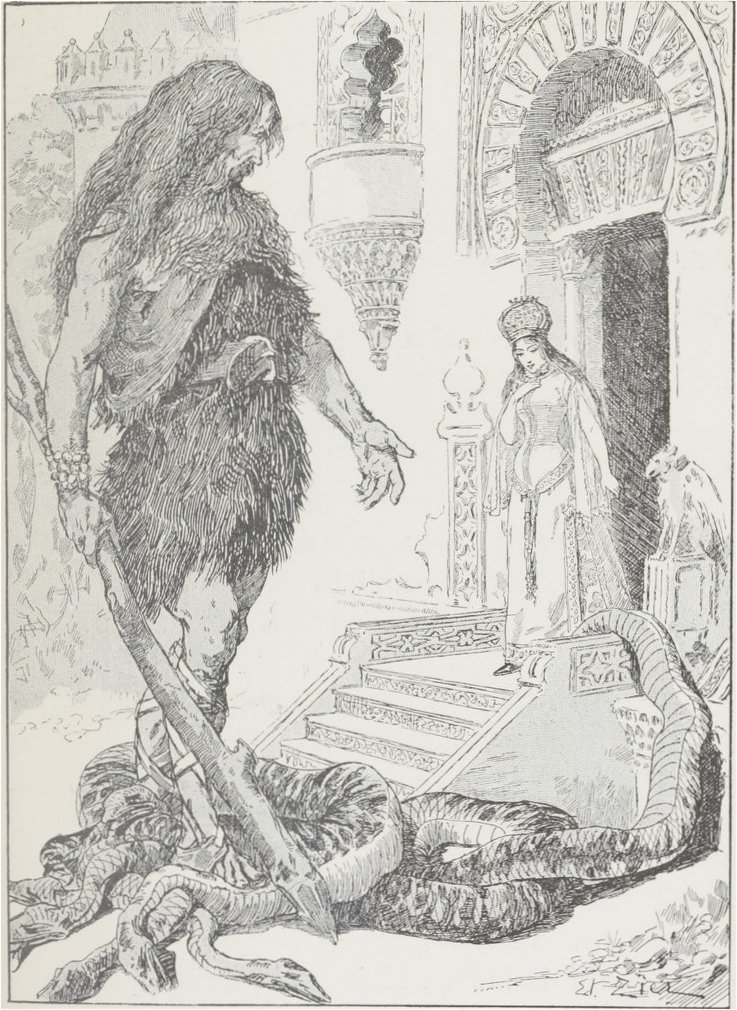
La légende raconte que l'Ossau serait un vestige de Jean de l'Ours.

Une légende raconte la formation du pic au travers de son surnom Jean-Pierre. Là-haut, sur la montagne, vivent deux frères jumeaux : Jean d'humeur joyeuse et Pierre colosse taciturne. Tous les deux bergers, ils doivent protéger la vallée contre les hordes barbares. Par malice, les sorcières (brouches) entraînent les bergers dans leur monde souterrain, laissant libre cours aux barbares qui attaquent la vallée. Face au danger, Jean et Pierre jaillissent du volcan et embrochent les envahisseurs avec leurs épées de feu. Les brouches immortalisent ensuite leur exploit en les figeant côte à côte.
D'après d'anciennes légendes, le pic d'Ossau représentait dans la mythologie, la tête coupée de Jean de l'Ours. Selon Claude Dendaletche, la plus ancienne version connue de ce mythe remonte au récit Voyage d'occident écrit en 1360 par Kamar Al Din. En juillet 1344, Kamar Al Din est envoyé auprès du roi chrétien de Saragosse par le sultan de Grenade. Il franchit alors les Pyrénées et atteint le pays d′Al Berniya (le Béarn en arabe). Ce récit arabe précise que Jean de l'Ours aurait eu la tête tranchée dans un combat avec un prince, et que celle-ci aurait été jetée, la gueule ouverte vers le ciel. La tête devenue pierre et montagne, barrerait depuis la route. Le combat décrit se déroule au flanc d'Al Shaqûqa (la montagne fendue), surnom donné au pic d'Ossau.

### Arts
La figure particulièrement reconnaissable de l'Ossau se retrouve dans différentes œuvres artistiques, illustrant les paysages naturels du Béarn. Le pic apparaît surtout dans les arts à partir du XIXe siècle, dans la lignée des mouvements du romantisme et du naturalisme, puis du pyrénéisme. L'Ossau apparaît dans de nombreuses lithographies, visant à illustrer les modes de vie en vallée d'Ossau, dont les costumes traditionnels, les fêtes, la vie des bergers, etc. Alfred Dartiguenave, Louise-Joséphine Sarazin de Belmont, Victor Petit, Émilien Frossard, Pierre Gorse et Thomas Allom sont quelques-uns des artistes utilisant l'image du pic au XIXe siècle. Élève d'Eugène Devéria, l'artiste palois Victor Galos représente l'Ossau dans plusieurs toiles aux accents réalistes, tandis que Hubert Damelincourt — palois également — peint le pic sous des aspects impressionnistes. La silhouette du pic du Midi d'Ossau se retrouve également régulièrement utilisée sur des cartes postales, ainsi que sur des affiches touristiques.
Des poésies reprennent la figure de l'Ossau, tout comme des proverbes béarnais, l'expression Lou pic d'Ossau est employée pour désigner un homme de haute stature et de forme athlétique. À la fin du XIXe siècle, le compositeur Adrien Bonnet publie une polka pour piano nommée Le pic d'Ossau : souvenirs.

L'Ossau dans les arts graphiques (sélection).
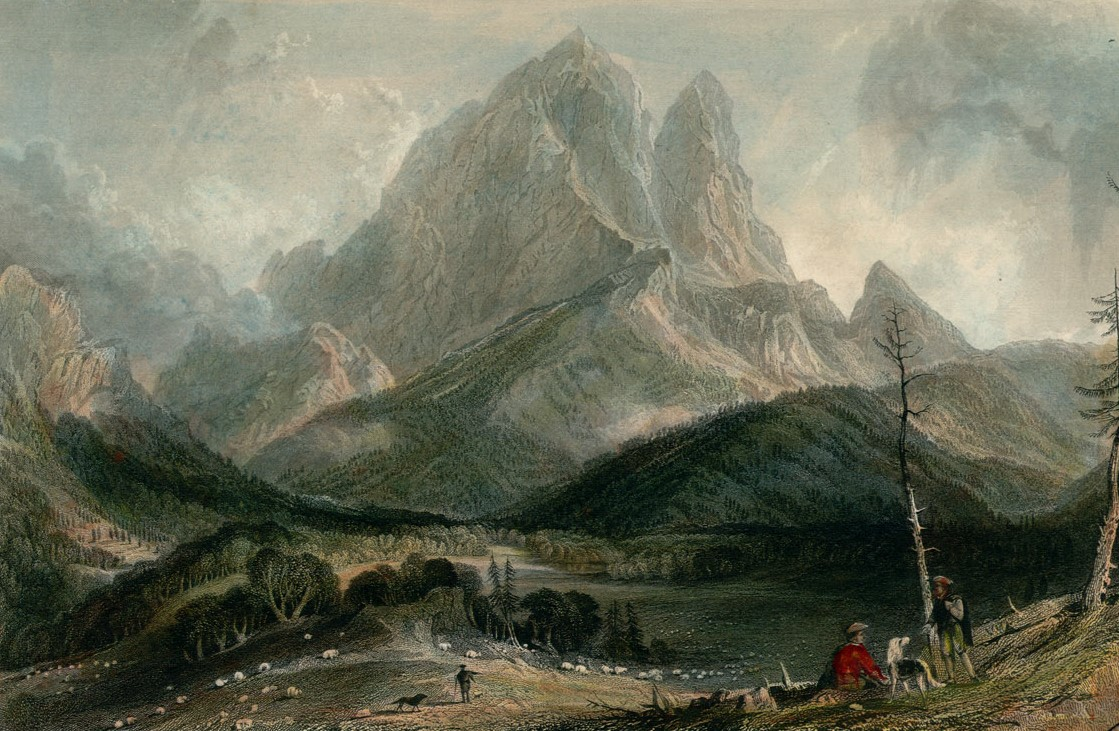
Der Pic du Midi d'Ossau par Thomas Allom.
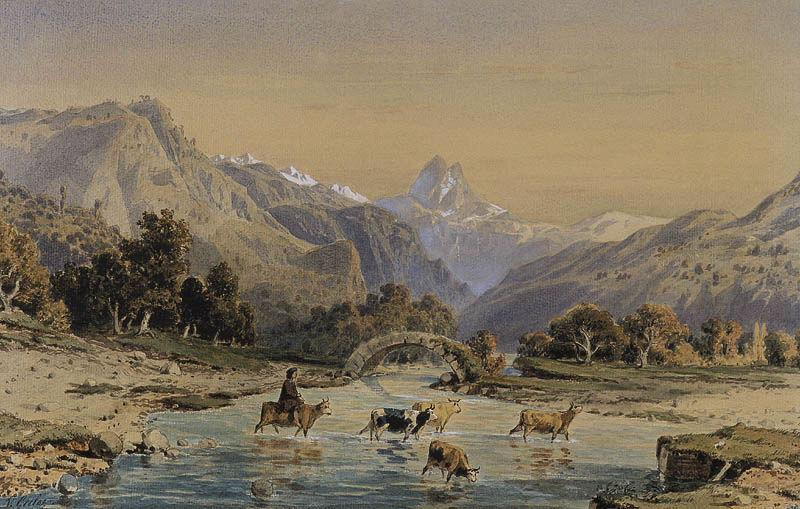
Le Gave d'Ossau, vers Arudy par Victor Galos.
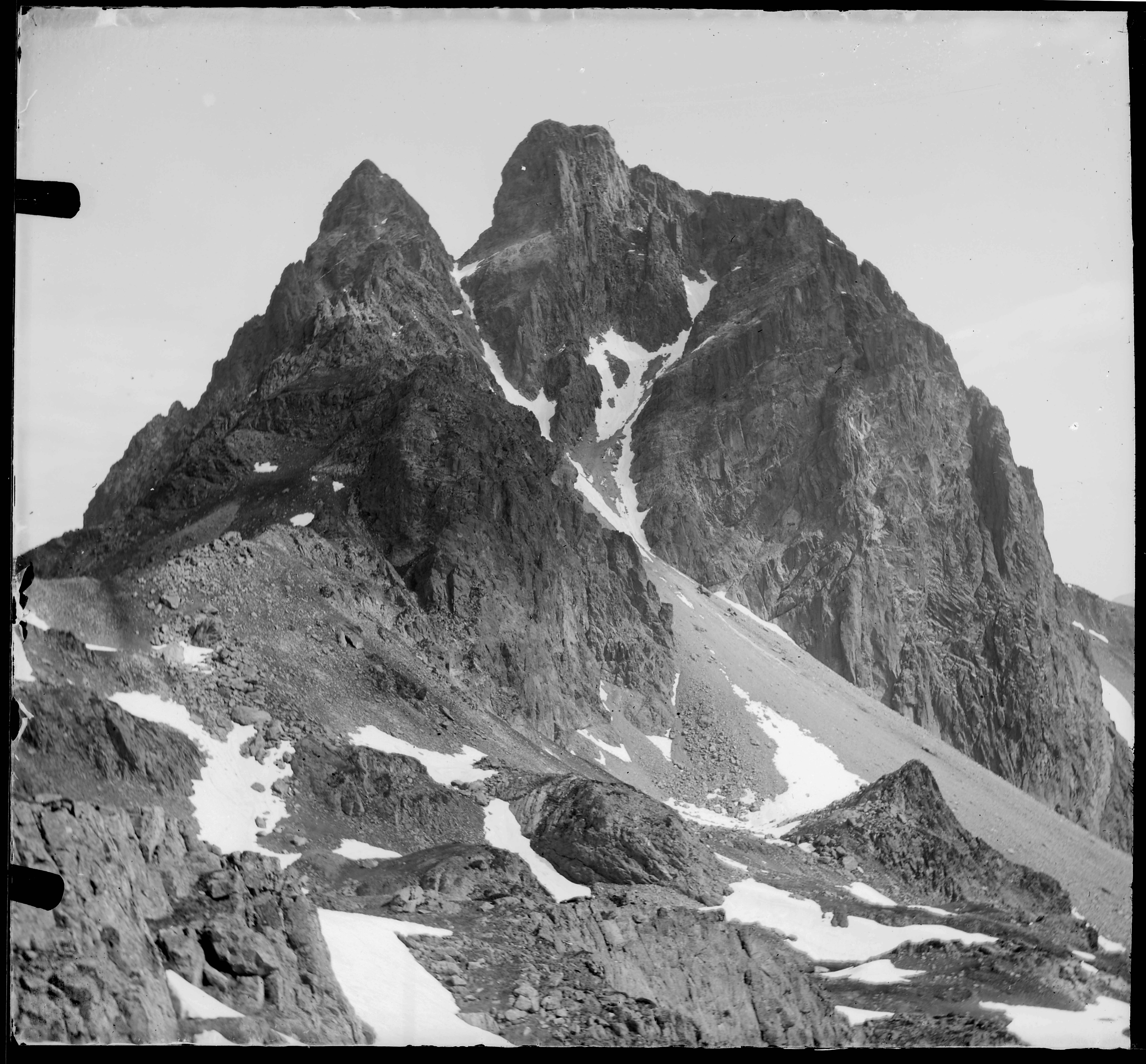
Pic du Midi d'Ossau par Eugène Trutat.
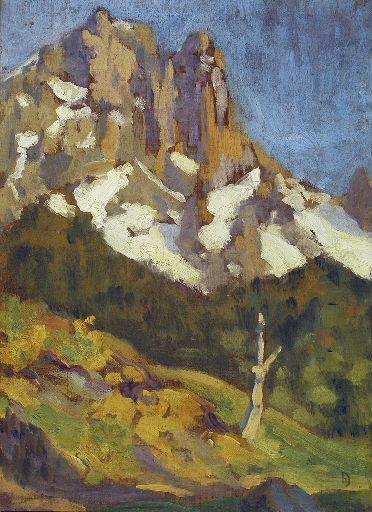
Pic du Midi d'Ossau vu de Biousartigues par Hubert Damelincourt.
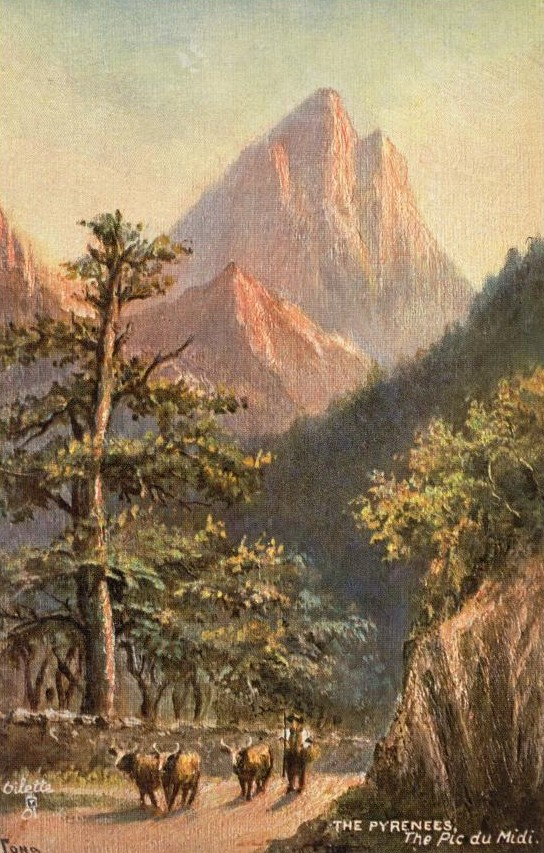
Carte postale The Pyrenees, the Pic du Midi.
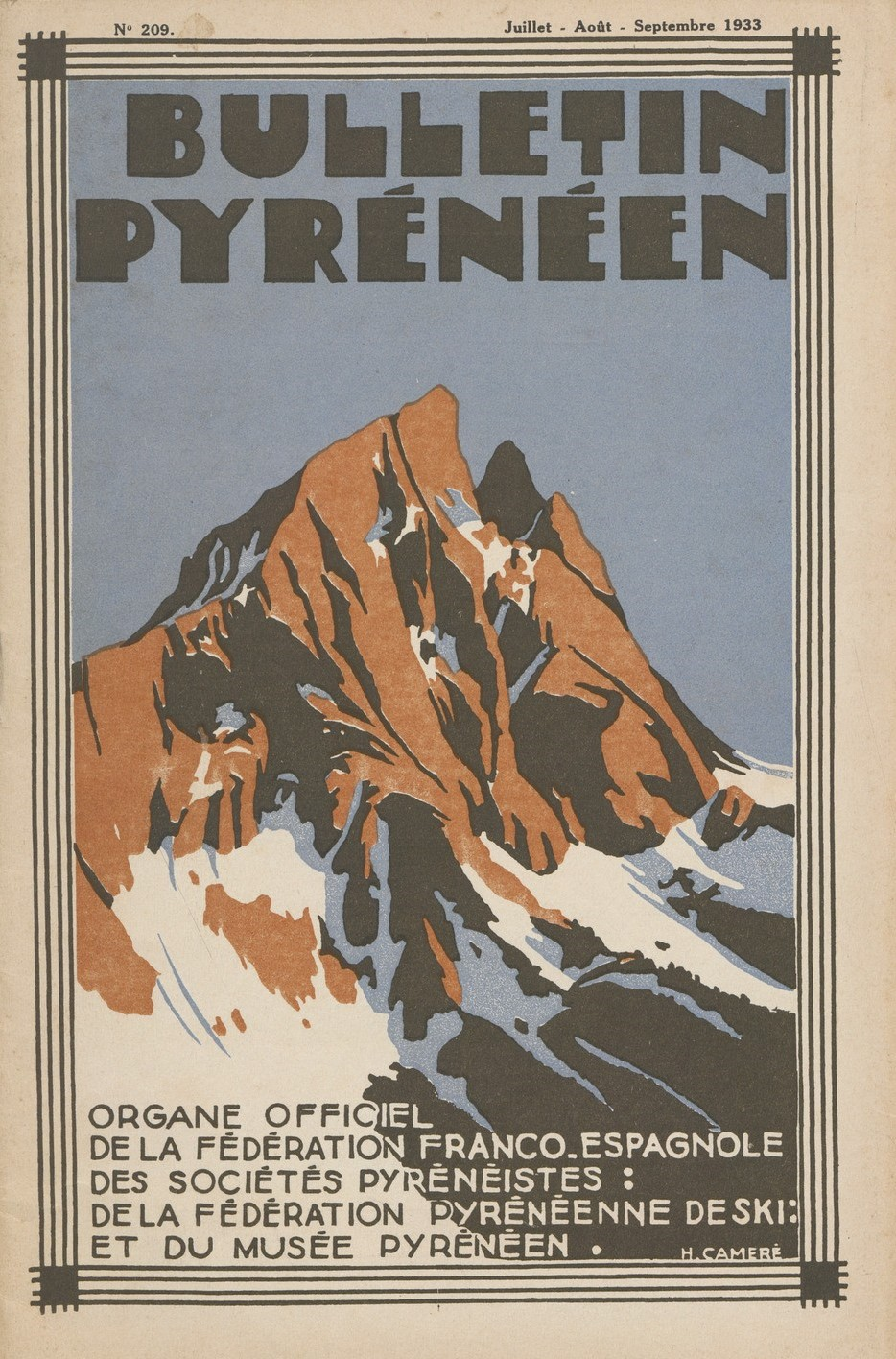
Une du magazine Bulletin pyrénéen.

### Communication
L'image du pic d'Ossau est utilisée par plusieurs collectivités territoriales du Béarn — dont les communes de Pau et Laruns, et la communauté de communes de la Vallée d'Ossau — ainsi que plusieurs clubs sportifs, dont la Section paloise et l'Olympique ossalois. Plusieurs entreprises béarnaises utilisent aussi le pic comme emblème, dont les eaux minérales d'Ogeu et la Cave des Producteurs de Gan-Jurançon.
En 1980, les producteurs de fromage de brebis des Pyrénées-Atlantiques choisissent de nommer leur appellation d'origine contrôlée sous le vocable Ossau-Iraty, avec le pic d'Ossau et la forêt d'Iraty qui bordent le territoire de production.